# Motorrad-Weltmeisterschaft 2016
Die Motorrad-WM-Saison 2016 war die 68. in der Geschichte der FIM-Motorrad-Straßenweltmeisterschaft.
In allen Klassen wurden 18 Rennen ausgetragen.

## Punkteverteilung
Weltmeister wird derjenige Fahrer beziehungsweise der Hersteller, der bis zum Saisonende die meisten Punkte in der Weltmeisterschaft angesammelt hat. Bei der Punkteverteilung werden die Platzierungen im Gesamtergebnis des jeweiligen Rennens berücksichtigt. Die fünfzehn erstplatzierten Fahrer jedes Rennens erhalten Punkte nach folgendem Schema:
| Punkteverteilung | Punkteverteilung | Punkteverteilung | Punkteverteilung | Punkteverteilung | Punkteverteilung | Punkteverteilung | Punkteverteilung | Punkteverteilung | Punkteverteilung | Punkteverteilung | Punkteverteilung | Punkteverteilung | Punkteverteilung | Punkteverteilung | Punkteverteilung |
| ---------------- | ---------------- | ---------------- | ---------------- | ---------------- | ---------------- | ---------------- | ---------------- | ---------------- | ---------------- | ---------------- | ---------------- | ---------------- | ---------------- | ---------------- | ---------------- |
| Platz            | 1                | 2                | 3                | 4                | 5                | 6                | 7                | 8                | 9                | 10               | 11               | 12               | 13               | 14               | 15               |
| Punkte           | 25               | 20               | 16               | 13               | 11               | 10               | 9                | 8                | 7                | 6                | 5                | 4                | 3                | 2                | 1                |

In die Wertung kamen alle erzielten Resultate.

## Wissenswertes

### Allgemein
- Der seit 2008 ausgetragene Große Preis von Indianapolis steht nicht mehr im Rennkalender.[1]
- Neu hinzugekommen ist der Große Preis von Österreich auf dem Red Bull Ring. Hier wurde zuletzt 1997 ein Grand Prix gefahren.
- Nachdem von 2009 bis 2015 Bridgestone der Reifenlieferant war, ist nun Michelin Alleinausrüster.
- Regeländerungen (MotoGP)[2]
  - Das in der Saison 2014 eingeführte Open-Format in der MotoGP-Kategorie wird gestrichen. Somit existiert nur noch eine Klasse, in der alle Hersteller und Teams starten.
Was bedeutet, dass nun alle Teams das Einheitssteuergerät (ECU) von Magneti Marelli verwenden müssen.
  - Alle Hersteller/Teams dürfen maximal sieben Motoren pro Saison verwenden.
  - Pro Grand Prix dürfen maximal 22 Liter Benzin verwendet werden.
  - Das Mindestgewicht des Motorrades sinkt von 158 kg auf 157 kg.
- Nach dem Sturz von Luis Salom wurden Änderungen am Streckenlayout auf dem Circuit de Barcelona-Catalunya vorgenommen. Ab dem dritten Freien Training wurde auf dem Formel-1-Layout gefahren. Dieses beinhaltet eine zusätzliche Schikane vor der letzten Kurve.
- Aus Sicherheitsgründen wurde die Streckenbreite der letzten Kurve (Kurve 10) auf dem Red Bull Ring von 13 auf 10 Meter verringert. Dies wurde nach Testfahrten im Juli beschlossen.[3]

### Teams
- Kalex wurde durch den Sieg von Jonas Folger beim Großen Preis von Tschechien, sieben Rennen vor Ende der Saison, Konstrukteur-Weltmeister in der Moto2-Klasse.
- Der Renntag zum Großen Preis von San Marino fiel auf den 11. September. Das Forward Team (Moto2) fuhr an diesem Tag mit einer speziellen Lackierung, um damit den Terroranschlägen am 11. September 2001 zu gedenken.[4]
- Beim Großen Preis von Valencia trat das Aprilia Racing Team Gresini mit einer Sonderlackierung im Design von Product Red an.[5]

### Fahrer
- MotoGP
  - Danilo Petrucci nahm aufgrund einiger Brüche des Mittelhandknochens der rechten Hand nicht am Qualifying und am Rennen in Katar teil. Er zog sich diese Verletzung bei Testfahrten vor der Saison im australischen Phillip Island zu.[6] Auch in Argentinien, Americas und Spanien konnte Petrucci nicht starten. Sein Landsmann Michele Pirro ersetzte ihn bei diesen Rennen.[7]
  - Jack Miller zog sich, nach einem Sturz im ersten Freien Training des Grand Prix of The Americas, eine Fraktur am rechten Fuß zu. Aufgrund dieser Verletzung nahm er nicht am Qualifying und am Rennen teil.
  - Ein weiterer Sturz Millers ereignete sich im WarmUp zum Großen Preis von Österreich. Dabei zog er sich Haarrisse im sechsten Wirbel und am rechten Handgelenk zu. Das Rennen am darauf folgenden Nachmittag und das, eine Woche später stattfindende, Rennen in Tschechien kann er aus diesen Gründen nicht fahren.[8][9] Nachdem Miller zwar an den freien Trainings und der Qualifikation zum Großen Preis von San Marino teilgenommen hatte, entschied er sich am Sonntag dazu, nicht am Rennen teilzunehmen, da die Schmerzen in der Hand noch zu groß waren. Den Großen Preis von Aragonien wird Jack Miller ebenfalls aussetzen. Bei diesem Rennen wird ihn der Weltmeister des Jahres 2006 und aktueller Fahrer der Superbike-Weltmeisterschaft Nicky Hayden ersetzen.[10]
  - Esteve Rabat stürzte im dritten Freien Training zum Großen Preis von Italien und zog sich einen Bruch des Schlüsselbeins zu. Er wird nicht am Rennen teilnehmen können.[11]
  - Bei einem Sturz in Mugello erlitt Loris Baz Brüche an vier Zehen und am Mittelfußknochen. An dem Großen Preis von Katalonien und der Dutch TT in Assen kann er aus diesem Grund nicht teilnehmen. Ihn wird Michele Pirro vertreten.[12]
  - Bei einem Startunfall zum Großen Preis von Großbritannien kollidierten Loris Baz und Pol Espargaró miteinander. Baz erlitt bei diesem Unfall Brüche im Schienbein und im Sprungbein. In Misano wird er aus diesem Grund nicht antreten können. Er wird durch den spanischen IDM-Superbike-Champion der Saison 2014 Javier Forés vertreten.[13]
  - Stefan Bradl zog sich nach einem Sturz im WarmUp zum Großen Preis von Deutschland auf dem Sachsenring eine Gehirnerschütterung zu. Am Rennen konnte er aus diesem Grund nicht teilnehmen.[14]
  - Bei Testfahrten auf dem Red Bull Ring in Österreich im Juli gab der Finne Mika Kallio bekannt, beim Saisonfinale im spanischen Valencia auf dem Circuit Ricardo Tormo mit einer Wildcard zu starten. Er wird dort die neu entwickelte, und ab der Saison 2017 eingesetzte, KTM RC16 fahren.[15]
  - Nachdem der Brite Bradley Smith schon das 8-Stunden-Rennen von Suzuka in diesem Jahr fuhr, wollte er auch beim letzten Rennen zur FIM Endurance World Championship in Oschersleben starten. Bei einem Sturz im Freien Training zu dieser Veranstaltung erlitt er allerdings so schwere Verletzungen, dass er an den Rennen in Großbritannien, San Marino und Aragonien nicht teilnehmen kann. Er wird durch seinen Landsmann Alex Lowes vertreten.[16][17]
  - Andrea Iannone konnte das Rennen in Misano nicht fahren. Er stürzte im ersten Freien Training zu diesem Grand Prix und zog sich Verletzungen an zwei Wirbeln (Th3 & Th4) zu.[18] Ab dem vierten Freien Training wurde Testfahrer Michele Pirro als Ersatz für Iannone eingesetzt. Vom ersten bis zum dritten Freien Training war er mit einer Wildcard unterwegs.[19] Um zu testen ob seine Verletzung weit genug verheilt ist, absolvierte Iannone das erste Freie Training zum Großen Preis von Aragonien. Da das allerdings nicht der Fall war, kam erneut Michele Pirro als Ersatzfahrer, diesmal ab dem zweiten Freien Training, zum Einsatz. Auch das Rennen in Japan kann Iannone, aufgrund seiner Verletzung, nicht fahren. Bei diesem Rennen wird Héctor Barberá sein Ersatzfahrer sein.[20] Als Ersatz für Barberá wiederum wird der Australier Mike Jones im Team Avintia Racing eingesetzt. Auch beim Rennen in Australien werden Barberá und Jones als Ersatzfahrer eingesetzt.[21]
  - Der japanische Yamaha-Testfahrer Katsuyuki Nakasuga wird beim Großen Preis von Japan mit einer Wildcard starten.[22]
  - Nach einem Sturz im zweiten Freien Training zum Großen Preis von Japan, brach sich Dani Pedrosa das rechte Schlüsselbein. Er wird die weiteren Trainings und das Rennen nicht fahren können. Ihn wird der Japaner Hiroshi Aoyama ersetzen.[23] Das Rennen in Australien wird Pedrosa ebenfalls nicht fahren können. Bei diesem Rennen wird ihn Nicky Hayden ersetzen.[24]
- Moto2
  - Efrén Vázquez stürzte im Qualifikationstraining beim Grand Prix of The Americas. Er wurde per Helikopter in ein Krankenhaus geflogen. Bereits am nächsten Tag verließ er es wieder. Vazquez zog sich einen Bruch des rechten Knöchels und eine Verstauchung eines Wirbels (Th12) zu. Der Spanier konnte aufgrund dieser Verletzung nicht am Rennen in Jerez und Frankreich teilnehmen.[25] In Le Mans wurde er durch den Amerikaner Danny Eslick vertreten.
  - Das Team JPMoto Malaysia, in dem Efrén Vázquez fuhr, hat sich ab dem Großen Preis von Katalonien in Petronas AHM Malaysia umbenannt. Außerdem fährt seitdem der Malaie Ramdan Rosli als Ersatz für Vazquez. Des Weiteren wurde der Wechsel von Suter auf Kalex vollzogen.[26]
  - Sandro Cortese wird aufgrund einer Verletzung am hinteren Kreuzband des rechten Knies, die er sich bei einem Sturz in Jerez zuzog, nicht am Rennen in Frankreich teilnehmen.[27]
  - Der Spanier Luis Salom stürzte im zweiten Freien Training in Katalonien. Er wurde mit einem Rettungswagen in ein Krankenhaus gebracht und erlag dort später seinen Verletzungen.[28]
  - Das Team Tasca Racing Scuderia Moto2 war mit den Leistungen von Alessandro Tonucci nicht zufrieden und hat ihn ab dem Großen Preis von Katalonien durch den Australier Remy Gardner ersetzt.[29]
  - Nach einem schweren Sturz des Schweizers Thomas Lüthi in der Qualifikation zum Großen Preis von Tschechien, bei dem er kurzzeitig das Bewusstsein verlor, kann er nicht am Rennen teilnehmen.[30]
  - Der Schweizer Dominique Aegerter zog sich beim Motocross-Training, vor dem Großen Preis von Großbritannien, Verletzungen an der Schulter und an den Rippen zu. Das Rennen in Silverstone wird er deshalb nicht fahren können. Er wird durch den Spanier Iker Lecuona vertreten.[31]
  - Aufgrund von vertraglichen Angelegenheiten wird Dominique Aegerter ab dem Großen Preis von Japan, bis zum Ende der Saison, durch Iker Lecuona ersetzt.[32]
  - Im ersten Freien Training zum Großen Preis von Aragonien zog sich der Portugiese Miguel Oliveira, nach einer Kollision und anschließendem Sturz mit dem Italiener Franco Morbidelli, eine Gehirnerschütterung und einen rechtsseitigen Schlüsselbeinbruch zu. An den weiteren Trainings und dem Rennen kann er aus diesem Grund nicht teilnehmen.[33]
- Moto3
  - Philipp Öttl zog sich bei einem Sturz in Le Mans Brüche an der Speiche und der Elle zu. In Mugello wurde er von dem Italiener Lorenzo Dalla Porta vertreten.[34]
  - Da das Team des Tschechen Karel Hanika mit seinen Leistungen nicht zufrieden war, wurde der Brite Danny Webb als Ersatzfahrer verpflichtet. Webb wurde in den Niederlanden und in Deutschland eingesetzt. Ab Österreich wird Webb seinerseits durch den Spanier Marcos Ramírez ersetzt.[35]
  - Aufgrund einer Verletzung des Spaniers Jorge Navarro, wird Lorenzo Dalla Porta als sein Ersatzmann das Rennen in Assen fahren.[36]
  - Ab dem Großen Preis von Österreich wird der Spanier Albert Arenas den Franzosen Alexis Masbou im Team Peugeot MC Saxoprint ersetzen. Das Team war mit den Ergebnissen Masbous nicht zufrieden.[37]
  - Nach der Qualifikation zum Großen Preis von Österreich wurde Romano Fenati von seinem Team Sky Racing Team VR46 suspendiert. Das Team begründete diese Maßnahme damit, dass das Verhalten Fenatis mehrfach nicht den disziplinarischen Regeln des Teams entsprach.[38][39] Ab dem Großen Preis von Großbritannien wird Lorenzo Dalla Porta seinen Platz übernehmen.[40]
  - Mit einem zweiten Platz beim Großen Preis von Aragonien wurde der Südafrikaner Brad Binder zum ersten Mal Weltmeister.
  - Der Schotte John McPhee stürzte in der sechsten Runde des Großen Preises von Australien. Dabei zog er sich eine Gehirnerschütterung, einen Bruch im linken Daumen und einen Lungenriss zu. Aufgrund dieser Verletzungen wird McPhee beim Großen Preis von Malaysia von dem Malaien Azmi Hafiq vertreten werden.[41]

## Rennkalender
| Nr. | Datum         | Rennen                          | Strecke                                                      | Streckenlayout |
| --- | ------------- | ------------------------------- | ------------------------------------------------------------ | -------------- |
| 1   | 20. März      | Großer Preis von Katar          | Losail International Circuit (Doha)                          |                |
| 2   | 3. April      | Großer Preis von Argentinien    | Autódromo Termas de Río Hondo (Termas de Río Hondo)          |                |
| 3   | 10. April     | Grand Prix of The Americas      | Circuit of The Americas (Austin)                             |                |
| 4   | 24. April     | Großer Preis von Spanien        | Circuito de Jerez (Jerez de la Frontera)                     |                |
| 5   | 8. Mai        | Großer Preis von Frankreich     | Circuit Bugatti (Le Mans)                                    |                |
| 6   | 22. Mai       | Großer Preis von Italien        | Autodromo Internazionale del Mugello (Scarperia e San Piero) |                |
| 7   | 5. Juni       | Großer Preis von Katalonien     | Circuit de Barcelona-Catalunya (Montmeló)                    |                |
| 8   | 26. Juni      | Dutch TT                        | TT Circuit Assen (Assen)                                     |                |
| 9   | 17. Juli      | Großer Preis von Deutschland    | Sachsenring (Hohenstein-Ernstthal)                           |                |
| 10  | 14. August    | Großer Preis von Österreich     | Red Bull Ring (Spielberg)                                    |                |
| 11  | 21. August    | Großer Preis von Tschechien     | Automotodrom Brno (Brünn)                                    |                |
| 12  | 4. September  | Großer Preis von Großbritannien | Silverstone Circuit (Silverstone)                            |                |
| 13  | 11. September | Großer Preis von San Marino     | Misano World Circuit Marco Simoncelli (Misano Adriatico)     |                |
| 14  | 25. September | Großer Preis von Aragonien      | Motorland Aragón (Alcañiz)                                   |                |
| 15  | 16. Oktober   | Großer Preis von Japan          | Twin Ring Motegi (Motegi)                                    |                |
| 16  | 23. Oktober   | Großer Preis von Australien     | Phillip Island Circuit (Phillip Island)                      |                |
| 17  | 30. Oktober   | Großer Preis von Malaysia       | Sepang International Circuit (Sepang)                        |                |
| 18  | 13. November  | Großer Preis von Valencia       | Circuit Ricardo Tormo (Valencia)                             |                |

## MotoGP-Klasse

### Teams und Fahrer
Die Auflistung der Teams und Fahrer entspricht der offiziellen Starterliste der FIM. Gast-, Ersatz und Wildcardfahrer sind in dieser Übersicht gesondert gekennzeichnet.
| Nr. | Fahrer                | Nation         | Team                                | Motorrad                  |
| --- | --------------------- | -------------- | ----------------------------------- | ------------------------- |
| 4 | Andrea Dovizioso      | Italien        | Ducati Racing Team                  | Ducati Desmo16 GP         |
| 6 | Stefan Bradl          | Deutschland    | Aprilia Racing Team Gresini         | Aprilia RS-GP             |
| 7 | Mike Jones 1a         | Australien     | Avintia Racing                      | Ducati Desmosedici GP14.2 |
| 8 | Héctor Barberá        | Spanien        | Avintia Racing                      | Ducati Desmosedici GP14.2 |
| 8 | Héctor Barberá        | Spanien        | Ducati Racing Team 2a               | Ducati Desmo16 GP         |
| 9 | Danilo Petrucci       | Italien        | Octo Pramac Yakhnich                | Ducati Desmosedici GP15   |
| 12 | Javier Forés 3a       | Spanien        | Avintia Racing                      | Ducati Desmosedici GP14.2 |
| 19 | Álvaro Bautista       | Spanien        | Aprilia Racing Team Gresini         | Aprilia RS-GP             |
| 21 | Katsuyuki Nakasuga 4a | Japan          | Yamalube Yamaha Factory Racing Team | Yamaha YZR-M1             |
| 22 | Alex Lowes 5a         | Großbritannien | Monster Yamaha Tech 3               | Yamaha YZR-M1             |
| 25 | Maverick Viñales      | Spanien        | Team Suzuki Ecstar                  | Suzuki GSX-RR             |
| 26 | Dani Pedrosa          | Spanien        | Repsol Honda Team                   | Honda RC213V              |
| 29 | Andrea Iannone        | Italien        | Ducati Racing Team                  | Ducati Desmo16 GP         |
| 35 | Cal Crutchlow         | Großbritannien | LCR Honda                           | Honda RC213V              |
| 36 | Mika Kallio 6a        | Finnland       | Red Bull KTM Factory Racing         | KTM RC16                  |
| 38 | Bradley Smith         | Großbritannien | Monster Yamaha Tech 3               | Yamaha YZR-M1             |
| 41 | Aleix Espargaró       | Spanien        | Team Suzuki Ecstar                  | Suzuki GSX-RR             |
| 43 | Jack Miller           | Australien     | Marc VDS Racing Team                | Honda RC213V              |
| 44 | Pol Espargaró         | Spanien        | Monster Yamaha Tech 3               | Yamaha YZR-M1             |
| 45 | Scott Redding         | Großbritannien | Octo Pramac Yakhnich                | Ducati Desmosedici GP15   |
| 46 | Valentino Rossi       | Italien        | Movistar Yamaha MotoGP              | Yamaha YZR-M1             |
| 50 | Eugene Laverty        | Großbritannien | Aspar MotoGP Team                   | Ducati Desmosedici GP14.2 |
| 51 | Michele Pirro         | Italien        | Octo Pramac Yakhnich 7a             | Ducati Desmosedici GP15   |
| 51 | Michele Pirro         | Italien        | Ducati Racing Team 8a               | Ducati Desmo16 GP         |
| 51 | Michele Pirro         | Italien        | Ducati Racing Team 9a               | Ducati Desmo16 GP         |
| 51 | Michele Pirro         | Italien        | Avintia Racing 10a                  | Ducati Desmosedici GP14.2 |
| 53 | Esteve Rabat          | Spanien        | Estrella Galicia 0,0 Marc VDS       | Honda RC213V              |
| 68 | Yonny Hernández       | Kolumbien      | Aspar MotoGP Team                   | Ducati Desmosedici GP14.2 |
| 69 | Nicky Hayden          | USA            | Marc VDS Racing Team 11a            | Honda RC213V              |
| 69 | Nicky Hayden          | USA            | Repsol Honda Team 12a               | Honda RC213V              |
| 73/7 13a | Hiroshi Aoyama 14a    | Japan          | Repsol Honda Team                   | Honda RC213V              |
| 76 | Loris Baz             | Frankreich     | Avintia Racing                      | Ducati Desmosedici GP14.2 |
| 93 | Marc Márquez          | Spanien        | Repsol Honda Team                   | Honda RC213V              |
| 99 | Jorge Lorenzo         | Spanien        | Movistar Yamaha MotoGP              | Yamaha YZR-M1             |
| 1a Ersatz für Barberá in Japan und Australien 2a Ersatz für Iannone in Japan und Australien 3a Ersatz für Baz in Misano 4a Wildcard in Japan 5a Ersatz für Smith in Großbritannien, San Marino und Aragonien 6a Wildcard in Valencia 7a Ersatz für Petrucci in Argentinien, Americas und Spanien 8a Wildcard in Italien und Österreich 9a Ersatz für Iannone in San Marino 10a Ersatz für Baz in Katalonien 11a Ersatz für Miller in Aragonien 12a Ersatz für Pedrosa in Australien 13a 73 in Japan; 7 in Malaysia 14a Ersatz für Pedrosa in Japan & Malaysia |                       |                |                                     |                           |

| Legende         |
| --------------- |
| Stammfahrer     |
| Wildcard-Fahrer |
| Ersatzfahrer    |

### Rennergebnisse
| #  | Datum  | Rennen                | Strecke             | Platz 1          | Platz 2          | Platz 3          | Pole-Position    | Schn. Rennrunde  | Gesamtführung | Gesamtführung          | Gesamtführung |
| #  | Datum  | Rennen                | Strecke             | Platz 1          | Platz 2          | Platz 3          | Pole-Position    | Schn. Rennrunde  | Fahrer        | Team                   | Konstrukteur  |
| -- | ------ | --------------------- | ------------------- | ---------------- | ---------------- | ---------------- | ---------------- | ---------------- | ------------- | ---------------------- | ------------- |
| 1  | 20.03. | GP von Katar          | Losail              | Jorge Lorenzo    | Andrea Dovizioso | Marc Márquez     | Jorge Lorenzo    | Jorge Lorenzo    | Jorge Lorenzo | Movistar Yamaha MotoGP | Yamaha        |
| 2  | 03.04. | GP von Argentinien    | Termas de Río Hondo | Marc Márquez     | Valentino Rossi  | Dani Pedrosa     | Marc Márquez     | Marc Márquez     | Marc Márquez  | Repsol Honda Team      | Yamaha        |
| 3  | 10.04. | GP of The Americas    | Austin              | Marc Márquez     | Jorge Lorenzo    | Andrea Iannone   | Marc Márquez     | Marc Márquez     | Marc Márquez  | Repsol Honda Team      | Honda         |
| 4  | 24.04. | GP von Spanien        | Jerez               | Valentino Rossi  | Jorge Lorenzo    | Marc Márquez     | Valentino Rossi  | Valentino Rossi  | Marc Márquez  | Movistar Yamaha MotoGP | Yamaha        |
| 5  | 08.05. | GP von Frankreich     | Le Mans             | Jorge Lorenzo    | Valentino Rossi  | Maverick Viñales | Jorge Lorenzo    | Valentino Rossi  | Jorge Lorenzo | Movistar Yamaha MotoGP | Yamaha        |
| 6  | 22.05. | GP von Italien        | Mugello             | Jorge Lorenzo    | Marc Márquez     | Andrea Iannone   | Valentino Rossi  | Andrea Iannone   | Jorge Lorenzo | Movistar Yamaha MotoGP | Yamaha        |
| 7  | 05.06. | GP von Katalonien     | Catalunya           | Valentino Rossi  | Marc Márquez     | Dani Pedrosa     | Marc Márquez     | Maverick Viñales | Marc Márquez  | Movistar Yamaha MotoGP | Yamaha        |
| 8  | 26.06. | Dutch TT              | Assen               | Jack Miller      | Marc Márquez     | Scott Redding    | Andrea Dovizioso | Danilo Petrucci  | Marc Márquez  | Repsol Honda Team      | Yamaha        |
| 9  | 17.07. | GP von Deutschland    | Sachsenring         | Marc Márquez     | Cal Crutchlow    | Andrea Dovizioso | Marc Márquez     | Cal Crutchlow    | Marc Márquez  | Repsol Honda Team      | Yamaha        |
| 10 | 14.08. | GP von Österreich     | Red Bull Ring       | Andrea Iannone   | Andrea Dovizioso | Jorge Lorenzo    | Andrea Iannone   | Andrea Iannone   | Marc Márquez  | Repsol Honda Team      | Yamaha        |
| 11 | 21.08. | GP von Tschechien     | Brünn               | Cal Crutchlow    | Valentino Rossi  | Marc Márquez     | Marc Márquez     | Cal Crutchlow    | Marc Márquez  | Repsol Honda Team      | Yamaha        |
| 12 | 04.09. | GP von Großbritannien | Silverstone         | Maverick Viñales | Cal Crutchlow    | Valentino Rossi  | Cal Crutchlow    | Maverick Viñales | Marc Márquez  | Repsol Honda Team      | Honda         |
| 13 | 11.09. | GP von San Marino     | Misano              | Dani Pedrosa     | Valentino Rossi  | Jorge Lorenzo    | Jorge Lorenzo    | Dani Pedrosa     | Marc Márquez  | Repsol Honda Team      | Honda         |
| 14 | 25.09. | GP von Aragonien      | Aragón              | Marc Márquez     | Jorge Lorenzo    | Valentino Rossi  | Marc Márquez     | Marc Márquez     | Marc Márquez  | Repsol Honda Team      | Honda         |
| 15 | 16.10. | GP von Japan          | Motegi              | Marc Márquez     | Andrea Dovizioso | Maverick Viñales | Valentino Rossi  | Marc Márquez     | Marc Márquez  | Repsol Honda Team      | Honda         |
| 16 | 23.10. | GP von Australien     | Phillip Island      | Cal Crutchlow    | Valentino Rossi  | Maverick Viñales | Marc Márquez     | Cal Crutchlow    | Marc Márquez  | Repsol Honda Team      | Honda         |
| 17 | 30.10. | GP von Malaysia       | Sepang              | Andrea Dovizioso | Valentino Rossi  | Jorge Lorenzo    | Andrea Dovizioso | Andrea Dovizioso | Marc Márquez  | Movistar Yamaha MotoGP | Honda         |
| 18 | 13.11. | GP von Valencia       | Valencia            | Jorge Lorenzo    | Marc Márquez     | Andrea Iannone   | Jorge Lorenzo    | Jorge Lorenzo    | Marc Márquez  | Movistar Yamaha MotoGP | Honda         |

### Rennberichte

#### Großer Preis von Katar
| Platz | Fahrer           | Team                   | Zeit      |
| ----- | ---------------- | ---------------------- | --------- |
| 1     | Jorge Lorenzo    | Movistar Yamaha MotoGP | 42:28,452 |
| 2     | Andrea Dovizioso | Ducati Racing Team     | + 2,019   |
| 3     | Marc Márquez     | Repsol Honda Team      | + 2,287   |
| PP    | Jorge Lorenzo    | Movistar Yamaha MotoGP | 1:54,543  |
| SR    | Jorge Lorenzo    | Movistar Yamaha MotoGP | 1:54,927  |

Der Große Preis von Katar auf dem Losail International Circuit fand am 20. März 2016 statt und ging über eine Distanz von 22 Runden à 5,380 km, was einer Gesamtdistanz von 118,36 km entspricht.

#### Großer Preis von Argentinien
| Platz | Fahrer          | Team                   | Zeit      |
| ----- | --------------- | ---------------------- | --------- |
| 1     | Marc Márquez    | Repsol Honda Team      | 34:13,628 |
| 2     | Valentino Rossi | Movistar Yamaha MotoGP | + 7,679   |
| 3     | Dani Pedrosa    | Repsol Honda Team      | + 28,100  |
| PP    | Marc Márquez    | Repsol Honda Team      | 1:39,411  |
| SR    | Marc Márquez    | Repsol Honda Team      | 1:40,243  |

Der Große Preis von Argentinien auf dem Autódromo Termas de Río Hondo fand am 3. April 2016 statt und ging über eine Distanz von 20 Runden à 4,806 km, was einer Gesamtdistanz von 96,12 km entspricht.
Da Michelin nicht garantieren konnte, dass die Reifen die volle Renndistanz durchhalten würden, entschied die Rennleitung, dass die Fahrer am Ende von Runde 9, 10 oder 11 in die Box kommen müssen, um das Motorrad zu wechseln. Außerdem wurde die Renndistanz um 5 Runden verkürzt.

#### Grand Prix of The Americas
| Platz | Fahrer         | Team                   | Zeit      |
| ----- | -------------- | ---------------------- | --------- |
| 1     | Marc Márquez   | Repsol Honda Team      | 43:57,945 |
| 2     | Jorge Lorenzo  | Movistar Yamaha MotoGP | + 6,107   |
| 3     | Andrea Iannone | Ducati Racing Team     | + 10,947  |
| PP    | Marc Márquez   | Repsol Honda Team      | 2:03,188  |
| SR    | Marc Márquez   | Repsol Honda Team      | 2:04,682  |

Der Grand Prix of The Americas auf dem Circuit of The Americas fand am 10. April 2016 statt und ging über eine Distanz von 21 Runden à 5,513 km, was einer Gesamtdistanz von 115,773 km entspricht.

#### Großer Preis von Spanien
| Platz | Fahrer          | Team                   | Zeit      |
| ----- | --------------- | ---------------------- | --------- |
| 1     | Valentino Rossi | Movistar Yamaha MotoGP | 45:28,834 |
| 2     | Jorge Lorenzo   | Movistar Yamaha MotoGP | + 2,386   |
| 3     | Marc Márquez    | Repsol Honda Team      | + 7,087   |
| PP    | Valentino Rossi | Movistar Yamaha MotoGP | 1:38,736  |
| SR    | Valentino Rossi | Movistar Yamaha MotoGP | 1:40,090  |

Der Große Preis von Spanien auf dem Circuito de Jerez fand am 24. April 2016 statt und ging über eine Distanz von 27 Runden à 4,423 km, was einer Gesamtdistanz von 119,421 km entspricht.

#### Großer Preis von Frankreich
| Platz | Fahrer           | Team                   | Zeit      |
| ----- | ---------------- | ---------------------- | --------- |
| 1     | Jorge Lorenzo    | Movistar Yamaha MotoGP | 43:51,290 |
| 2     | Valentino Rossi  | Movistar Yamaha MotoGP | + 10,654  |
| 3     | Maverick Viñales | Team Suzuki Ecstar     | + 14,177  |
| PP    | Jorge Lorenzo    | Movistar Yamaha MotoGP | 1:31,975  |
| SR    | Valentino Rossi  | Movistar Yamaha MotoGP | 1:33,293  |

Der Große Preis von Frankreich auf dem Circuit Bugatti fand am 8. Mai 2016 statt und ging über eine Distanz von 28 Runden à 4,185 km, was einer Gesamtdistanz von 117,18 km entspricht.

#### Großer Preis von Italien
| Platz | Fahrer          | Team                   | Zeit      |
| ----- | --------------- | ---------------------- | --------- |
| 1     | Jorge Lorenzo   | Movistar Yamaha MotoGP | 41:36,535 |
| 2     | Marc Márquez    | Repsol Honda Team      | + 0,019   |
| 3     | Andrea Iannone  | Ducati Racing Team     | + 4,742   |
| PP    | Valentino Rossi | Movistar Yamaha MotoGP | 1:46,504  |
| SR    | Andrea Iannone  | Ducati Racing Team     | 1:47,687  |

Der Große Preis von Italien auf dem Autodromo Internazionale del Mugello fand am 22. Mai 2016 statt und ging über eine Distanz von 23 Runden à 5,245 km, was einer Gesamtdistanz von 120,635 km entspricht.

#### Großer Preis von Katalonien
| Platz | Fahrer           | Team                   | Zeit      |
| ----- | ---------------- | ---------------------- | --------- |
| 1     | Valentino Rossi  | Movistar Yamaha MotoGP | 44:37,589 |
| 2     | Marc Márquez     | Repsol Honda Team      | + 2,652   |
| 3     | Dani Pedrosa     | Repsol Honda Team      | + 6,313   |
| PP    | Marc Márquez     | Repsol Honda Team      | 1:43,589  |
| SR    | Maverick Viñales | Team Suzuki Ecstar     | 1:45,971  |

Der Große Preis von Katalonien auf dem Circuit de Barcelona-Catalunya fand am 5. Juni 2016 statt und ging über eine Distanz von 23 Runden à 4,655 km, was einer Gesamtdistanz von 107,065 km entspricht.

#### Dutch TT
| Platz | Fahrer           | Team                 | Zeit      |
| ----- | ---------------- | -------------------- | --------- |
| 1     | Jack Miller      | Marc VDS Racing Team | 22:17,447 |
| 2     | Marc Márquez     | Repsol Honda Team    | + 1,991   |
| 3     | Scott Redding    | Octo Pramac Yakhnich | + 5,906   |
| PP    | Andrea Dovizioso | Ducati Racing Team   | 1:45,246  |
| SR    | Danilo Petrucci  | Octo Pramac Yakhnich | 1:48,339  |

Die 85. Durch TT auf dem TT Circuit Assen fand am 26. Juni 2016 statt und ging über eine Distanz von 26 Runden à 4,542 km, was einer Gesamtdistanz von 118,092 km entspricht.
In der 15. Runde wurde das Rennen, nach einsetzenden starken Regens unterbrochen. Die Reihenfolge nach der 14. Runde entschied über die Startplätze für den Neustart. Der Australier Jack Miller gewann das Rennen. Es war sein erster Sieg in der MotoGP-Klasse. Auf den Plätzen zwei und drei folgten Marc Márquez und Scott Redding. Pol Espargaró und Andrea Iannone belegten die weiteren Ränge. Stefan Bradl erreichte den 8. Rang.

#### Großer Preis von Deutschland
| Platz | Fahrer           | Team               | Zeit      |
| ----- | ---------------- | ------------------ | --------- |
| 1     | Marc Márquez     | Repsol Honda Team  | 47:03,239 |
| 2     | Cal Crutchlow    | LCR Honda          | + 9,857   |
| 3     | Andrea Dovizioso | Ducati Racing Team | + 11,613  |
| PP    | Marc Márquez     | Repsol Honda Team  | 1:21,160  |
| SR    | Cal Crutchlow    | LCR Honda          | 1:25,019  |

Der Große Preis von Deutschland auf dem Sachsenring fand am 17. Juli 2016 statt und ging über eine Distanz von 30 Runden à 3,671 km, was einer Gesamtdistanz von 110,13 km entspricht.
Das Wetter am Rennsonntag war von starkem Regen geprägt, daher wurde das Rennen als Regenrennen deklariert. Erst nach dem Start ließ der Regen nach, um schließlich ganz aufzuhören. Ab der elften Runde waren erste trockene Stellen auf der Ideallinie zu sehen, die danach zusehends abtrocknete. Der zwischenzeitlich auf Rang vier liegende Marc Márquez wechselte in der 18. Runde als erster Spitzenfahrer das Motorrad und fuhr mit Slickreifen sofort einige Sekunden schneller als die Spitze mit Andrea Dovizioso, Valentino Rossi und Héctor Barberá. Diese ignorierten mehrere Runden lang die Wechselaufforderungen ihrer Teams und kamen erst an die Box, als absehbar war, dass sie durch den Motorradtausch weit hinter Márquez zurückfallen würden.
Das Rennen gewann Marc Márquez vor Cal Crutchlow und Andrea Dovizioso. Auf den weiteren Plätzen folgten Scott Redding, Andrea Iannone und Dani Pedrosa. Stefan Bradl trat nicht zum Rennen an, da er sich zuvor im Warmup, nach einem Sturz, eine Gehirnerschütterung zuzog.

#### Großer Preis von Österreich
| Platz | Fahrer           | Team                   | Zeit      |
| ----- | ---------------- | ---------------------- | --------- |
| 1     | Andrea Iannone   | Ducati Racing Team     | 39:46,255 |
| 2     | Andrea Dovizioso | Ducati Racing Team     | + 0,938   |
| 3     | Jorge Lorenzo    | Movistar Yamaha MotoGP | + 3,389   |
| PP    | Andrea Iannone   | Ducati Racing Team     | 1:23,142  |
| SR    | Andrea Iannone   | Ducati Racing Team     | 1:24,561  |

Der Große Preis von Österreich auf dem Red Bull Ring fand am 14. August 2016 statt und ging über eine Distanz von 28 Runden à 4,318 km, was einer Gesamtdistanz von 120,904 km entspricht.

#### Großer Preis von Tschechien
| Platz | Fahrer          | Team                   | Zeit      |
| ----- | --------------- | ---------------------- | --------- |
| 1     | Cal Crutchlow   | LCR Honda              | 47:44,290 |
| 2     | Valentino Rossi | Movistar Yamaha MotoGP | + 7,298   |
| 3     | Marc Márquez    | Repsol Honda Team      | + 9,587   |
| PP    | Marc Márquez    | Repsol Honda Team      | 1:54,596  |
| SR    | Cal Crutchlow   | LCR Honda              | 2:08,216  |

Der Große Preis von Tschechien auf dem Automotodrom Brno fand am 21. August 2016 statt und ging über eine Distanz von 22 Runden à 5,403 km, was einer Gesamtdistanz von 118,866 km entspricht.

#### Großer Preis von Großbritannien
| Platz | Fahrer           | Team                   | Zeit      |
| ----- | ---------------- | ---------------------- | --------- |
| 1     | Maverick Viñales | Team Suzuki Ecstar     | 39:03,559 |
| 2     | Cal Crutchlow    | LCR Honda              | + 3,480   |
| 3     | Valentino Rossi  | Movistar Yamaha MotoGP | + 4,063   |
| PP    | Cal Crutchlow    | LCR Honda              | 2:19,265  |
| SR    | Maverick Viñales | Team Suzuki Ecstar     | 2:02,339  |

Der Große Preis von Großbritannien auf dem Silverstone Circuit fand am 4. September 2016 statt und ging über eine Distanz von 19 Runden à 5,900 km, was einer Gesamtdistanz von 112,10 km entspricht.
Das Rennen wurde, direkt nach dem Start durch einen Unfall in Kurve 2, mit einer roten Flagge abgebrochen. In diesen Unfall waren Loris Baz und Pol Espargaró verwickelt. Beide nahmen nicht am Neustart des Rennens, welches um eine Runde verkürzt wurde, teil.

#### Großer Preis von San Marino
| Platz | Fahrer          | Team                   | Zeit      |
| ----- | --------------- | ---------------------- | --------- |
| 1     | Dani Pedrosa    | Repsol Honda Team      | 43:43,524 |
| 2     | Valentino Rossi | Movistar Yamaha MotoGP | + 2,837   |
| 3     | Jorge Lorenzo   | Movistar Yamaha MotoGP | + 4,359   |
| PP    | Jorge Lorenzo   | Movistar Yamaha MotoGP | 1:31,868  |
| SR    | Dani Pedrosa    | Repsol Honda Team      | 1:32,979  |

Der Große Preis von San Marino auf dem Misano World Circuit Marco Simoncelli fand am 11. September 2016 statt und ging über eine Distanz von 28 Runden à 4,226 km, was einer Gesamtdistanz von 118,328 km entspricht.

#### Großer Preis von Aragonien
| Platz | Fahrer          | Team                   | Zeit      |
| ----- | --------------- | ---------------------- | --------- |
| 1     | Marc Márquez    | Repsol Honda Team      | 41:57,678 |
| 2     | Jorge Lorenzo   | Movistar Yamaha MotoGP | + 2,740   |
| 3     | Valentino Rossi | Movistar Yamaha MotoGP | + 5,983   |
| PP    | Marc Márquez    | Repsol Honda Team      | 1:47,117  |
| SR    | Marc Márquez    | Repsol Honda Team      | 1:48,694  |

Der Große Preis von Aragonien fand am 25. September 2016 auf dem Motorland Aragón statt und ging über eine Distanz von 23 Runden à 5,078 km, was einer Gesamtdistanz von 116,794 km entspricht.

#### Großer Preis von Japan
| Platz | Fahrer           | Team                   | Zeit      |
| ----- | ---------------- | ---------------------- | --------- |
| 1     | Marc Márquez     | Repsol Honda Team      | 42:34,610 |
| 2     | Andrea Dovizioso | Ducati Racing Team     | + 2,992   |
| 3     | Maverick Viñales | Team Suzuki Ecstar     | + 4,104   |
| PP    | Valentino Rossi  | Movistar Yamaha MotoGP | 1:43,954  |
| SR    | Marc Márquez     | Repsol Honda Team      | 1:45,576  |

Der Große Preis von Japan fand am 16. Oktober 2016 auf dem Twin Ring Motegi statt und ging über eine Distanz von 24 Runden à 4,801 km, was einer Gesamtdistanz von 115,224 km entspricht.

#### Großer Preis von Australien
| Platz | Fahrer           | Team                   | Zeit      |
| ----- | ---------------- | ---------------------- | --------- |
| 1     | Cal Crutchlow    | LCR Honda              | 40:48,543 |
| 2     | Valentino Rossi  | Movistar Yamaha MotoGP | + 4,218   |
| 3     | Maverick Viñales | Team Suzuki Ecstar     | + 5,309   |
| PP    | Marc Márquez     | Repsol Honda Team      | 1:30,189  |
| SR    | Cal Crutchlow    | LCR Honda              | 1:29,494  |

Der Große Preis von Australien fand am 23. Oktober 2016 auf dem Phillip Island Circuit statt und ging über eine Distanz von 27 Runden à 4,448 km, was einer Gesamtdistanz von 120,096 km entspricht.

#### Großer Preis von Malaysia
| Platz | Fahrer           | Team                   | Zeit      |
| ----- | ---------------- | ---------------------- | --------- |
| 1     | Andrea Dovizioso | Ducati Racing Team     | 42:27,333 |
| 2     | Valentino Rossi  | Movistar Yamaha MotoGP | + 3,115   |
| 3     | Jorge Lorenzo    | Movistar Yamaha MotoGP | + 11,924  |
| PP    | Andrea Dovizioso | Ducati Racing Team     | 2:11,485  |
| SR    | Andrea Dovizioso | Ducati Racing Team     | 2:11,950  |

Der Große Preis von Malaysia fand am 30. Oktober 2016 auf dem Sepang International Circuit statt und ging über eine Distanz von 19 Runden à 5,543 km, was einer Gesamtdistanz von 105,32 km entspricht.

#### Großer Preis von Valencia
| Platz | Fahrer         | Team                   | Zeit      |
| ----- | -------------- | ---------------------- | --------- |
| 1     | Jorge Lorenzo  | Movistar Yamaha MotoGP | 45:54,228 |
| 2     | Marc Márquez   | Repsol Honda Team      | + 1,185   |
| 3     | Andrea Iannone | Ducati Racing Team     | + 6,603   |
| PP    | Jorge Lorenzo  | Movistar Yamaha MotoGP | 1:29,401  |
| SR    | Jorge Lorenzo  | Movistar Yamaha MotoGP | 1:31,171  |

Der Große Preis von Valencia fand am 13. November 2016 auf dem Circuit Ricardo Tormo statt und ging über eine Distanz von 30 Runden à 4,005 km, was einer Gesamtdistanz von 120,15 km entspricht.

### Duelle

#### Qualifyingduelle
Diese Tabelle zeigt, welche Fahrer im jeweiligen Team die besseren Platzierungen im Qualifying erreicht haben.
| Fahrer                 | :                      | Fahrer                 |
| Movistar Yamaha MotoGP | Movistar Yamaha MotoGP | Movistar Yamaha MotoGP |
| ---------------------- | ---------------------- | ---------------------- |
| Jorge Lorenzo          | 9:9                    | Valentino Rossi        |
| Repsol Honda Team      |                        |                        |
| Marc Márquez           | 14:1                   | Dani Pedrosa           |
| Marc Márquez           | 2:0                    | Hiroshi Aoyama         |
| Marc Márquez           | 1:0                    | Nicky Hayden           |
| Ducati Team            |                        |                        |
| Andrea Dovizioso       | 6:8                    | Andrea Iannone         |
| Andrea Dovizioso       | 1:1                    | Michele Pirro          |
| Andrea Dovizioso       | 2:0                    | Héctor Barberá         |
| Monster Yamaha Tech 3  |                        |                        |
| Pol Espargaró          | 11:4                   | Bradley Smith          |
| Pol Espargaró          | 2:0                    | Alex Lowes             |
| Team Suzuki Ecstar     |                        |                        |
| Aleix Espargaró        | 5:13                   | Maverick Viñales       |

| Fahrer                        | :                    | Fahrer               |
| Octo Pramac Yakhnich          | Octo Pramac Yakhnich | Octo Pramac Yakhnich |
| ----------------------------- | -------------------- | -------------------- |
| Danilo Petrucci               | 11:4                 | Scott Redding        |
| Michele Pirro                 | 0:3                  | Scott Redding        |
| Estrella Galicia 0,0 Marc VDS |                      |                      |
| Jack Miller                   | 14:2                 | Esteve Rabat         |
| Nicky Hayden                  | 0:1                  | Esteve Rabat         |
| Avintia Racing                |                      |                      |
| Mike Jones                    | 1:1                  | Loris Baz            |
| Héctor Barberá                | 10:3                 | Loris Baz            |
| Héctor Barberá                | 2:0                  | Michele Pirro        |
| Héctor Barberá                | 1:0                  | Javier Forés         |
| Aprilia Racing Team Gresini   |                      |                      |
| Álvaro Bautista               | 8:10                 | Stefan Bradl         |
| Aspar MotoGP Team             |                      |                      |
| Yonny Hernández               | 8:10                 | Eugene Laverty       |

#### Rennduelle
Diese Tabelle zeigt, welche Fahrer im jeweiligen Team die besseren Platzierungen im Rennen erreicht haben.
| Fahrer                 | :                      | Fahrer                 |
| Movistar Yamaha MotoGP | Movistar Yamaha MotoGP | Movistar Yamaha MotoGP |
| ---------------------- | ---------------------- | ---------------------- |
| Jorge Lorenzo          | 8:9                    | Valentino Rossi        |
| Repsol Honda Team      |                        |                        |
| Marc Márquez           | 13:2                   | Dani Pedrosa           |
| Marc Márquez           | 2:0                    | Hiroshi Aoyama         |
| Marc Márquez           | 0:1                    | Nicky Hayden           |
| Ducati Team            |                        |                        |
| Andrea Dovizioso       | 6:7                    | Andrea Iannone         |
| Andrea Dovizioso       | 2:0                    | Michele Pirro          |
| Andrea Dovizioso       | 2:0                    | Héctor Barberá         |
| Monster Yamaha Tech 3  |                        |                        |
| Pol Espargaró          | 12:3                   | Bradley Smith          |
| Pol Espargaró          | 1:0                    | Alex Lowes             |
| Team Suzuki Ecstar     |                        |                        |
| Aleix Espargaró        | 2:16                   | Maverick Viñales       |

| Fahrer                        | :                    | Fahrer               |
| Octo Pramac Yakhnich          | Octo Pramac Yakhnich | Octo Pramac Yakhnich |
| ----------------------------- | -------------------- | -------------------- |
| Danilo Petrucci               | 10:5                 | Scott Redding        |
| Michele Pirro                 | 2:1                  | Scott Redding        |
| Estrella Galicia 0,0 Marc VDS |                      |                      |
| Jack Miller                   | 8:3                  | Esteve Rabat         |
| Nicky Hayden                  | 1:0                  | Esteve Rabat         |
| Avintia Racing                |                      |                      |
| Mike Jones                    | 1:1                  | Loris Baz            |
| Héctor Barberá                | 10:2                 | Loris Baz            |
| Héctor Barberá                | 2:0                  | Michele Pirro        |
| Héctor Barberá                | 1:0                  | Javier Forés         |
| Aprilia Racing Team Gresini   |                      |                      |
| Álvaro Bautista               | 10:7                 | Stefan Bradl         |
| Aspar MotoGP Team             |                      |                      |
| Yonny Hernández               | 4:13                 | Eugene Laverty       |

### Fahrerwertung
| Pos. | Fahrer             | Maschine | QAT | ARG | AME | ESP | FRA | ITA | CAT | NED   | GER | AUT | CZE | GBR | RSM | ARA | JPN | AUS | MAL | VAL | Gesamt |
| ---- | ------------------ | -------- | --- | --- | --- | --- | --- | --- | --- | ----- | --- | --- | --- | --- | --- | --- | --- | --- | --- | --- | ------ |
| 1    | Marc Márquez       | Honda    | 3   | 1   | 1   | 3   | 13  | 2   | 2   | 2     | 1   | 5   | 3   | 4   | 4   | 1   | 1   | DNF | 11  | 2   | 298    |
| 2    | Valentino Rossi    | Yamaha   | 4   | 2   | DNF | 1   | 2   | DNF | 1   | DNF   | 8   | 4   | 2   | 3   | 2   | 3   | DNF | 2   | 2   | 4   | 249    |
| 3    | Jorge Lorenzo      | Yamaha   | 1   | DNF | 2   | 2   | 1   | 1   | DNF | 10    | 15  | 3   | 17  | 8   | 3   | 2   | DNF | 6   | 3   | 1   | 233    |
| 4    | Maverick Viñales   | Suzuki   | 6   | DNF | 4   | 6   | 3   | 6   | 4   | 9     | 12  | 6   | 9   | 1   | 5   | 4   | 3   | 3   | 6   | 5   | 202    |
| 5    | Andrea Dovizioso   | Ducati   | 2   | 13  | DNF | DNF | DNF | 5   | 7   | DNF   | 3   | 2   | DNF | 6   | 6   | 11  | 2   | 4   | 1   | 7   | 171    |
| 6    | Dani Pedrosa       | Honda    | 5   | 3   | DNF | 4   | 4   | 4   | 3   | 12    | 6   | 7   | 12  | 5   | 1   | 6   | INJ | INJ | INJ | DNF | 155    |
| 7    | Cal Crutchlow      | Honda    | DNF | DNF | 16  | 11  | DNF | 11  | 6   | DNF   | 2   | 15  | 1   | 2   | 8   | 5   | 5   | 1   | DNF | DNF | 141    |
| 8    | Pol Espargaró      | Yamaha   | 7   | 6   | 7   | 8   | 5   | 15  | 5   | 4     | DNF | 10  | 13  | INJ | 9   | 8   | 6   | 5   | 9   | 6   | 134    |
| 9    | Andrea Iannone     | Ducati   | DNF | DNF | 3   | 7   | DNF | 3   | DNF | 5     | 5   | 1   | 8   | DNF | INJ | INJ | INJ | INJ | DNF | 3   | 112    |
| 10   | Héctor Barberá     | Ducati   | 9   | 5   | 9   | 10  | 8   | 12  | 11  | 6     | 9   | DSQ | 5   | 14  | 13  | 13  | 17  | DNF | 4   | 11  | 102    |
| 11   | Aleix Espargaró    | Suzuki   | 11  | 11  | 5   | 5   | 6   | 9   | DNF | DNF   | 14  | DNF | DNF | 7   | DNF | 7   | 4   | DNF | 13  | 8   | 93     |
| 12   | Álvaro Bautista    | Aprilia  | 13  | 10  | 11  | DNF | 9   | DNF | 8   | DNF   | 10  | 16  | 16  | 10  | 10  | 9   | 7   | 12  | 7   | 10  | 82     |
| 13   | Eugene Laverty     | Ducati   | 12  | 4   | 12  | 9   | 11  | 13  | 13  | 7     | 11  | 18  | 6   | 12  | 14  | 14  | DNF | 14  | 12  | 16  | 77     |
| 14   | Danilo Petrucci    | Ducati   | INJ | INJ | INJ | INJ | 7   | 8   | 9   | DNF   | DNF | 11  | 7   | 9   | 11  | 17  | 8   | 9   | 10  | 12  | 75     |
| 15   | Scott Redding      | Ducati   | 10  | DNF | 6   | 19  | DNF | DNF | 16  | 3     | 4   | 8   | 15  | 17  | 15  | 19  | 9   | 7   | 15  | 14  | 74     |
| 16   | Stefan Bradl       | Aprilia  | DNF | 7   | 10  | 14  | 10  | 14  | 12  | 8     | INJ | 19  | 14  | DNF | 12  | 10  | 10  | 11  | 17  | 13  | 63     |
| 17   | Bradley Smith      | Yamaha   | 8   | 8   | 17  | 12  | DNF | 7   | DNF | 13    | 13  | 9   | DNF | INJ | INJ | INJ | 13  | 8   | 14  | 9   | 62     |
| 18   | Jack Miller        | Honda    | 14  | DNF | INJ | 17  | DNF | DNF | 10  | 1     | 7   | INJ | INJ | 16  | INJ | INJ | DNF | 10  | 8   | 15  | 57     |
| 19   | Michele Pirro      | Ducati   |     | 12  | 8   | 16  |     | 10  | 15  | DNF   |     | 12  |     |     | 7   | 12  |     |     |     |     | 36     |
| 20   | Loris Baz          | Ducati   | DNF | DNF | 15  | 13  | 12  | DNF | INJ | INJ   | 17  | 13  | 4   | INJ | INJ | 18  | 16  | DNF | 5   | 18  | 35     |
| 21   | Esteve Rabat       | Honda    | 15  | 9   | 13  | 18  | DNF | INJ | 14  | 11    | 16  | 14  | 10  | 15  | 17  | DNF | 14  | 16  | 18  | 17  | 29     |
| 22   | Yonny Hernández    | Ducati   | DNF | DNF | 14  | 15  | DNF | 16  | 17  | DNS 1 | 18  | 17  | 11  | 11  | 16  | 16  | 12  | 13  | DNF | DNF | 20     |
| 23   | Katsuyuki Nakasuga | Yamaha   |     |     |     |     |     |     |     |       |     |     |     |     |     |     | 11  |     |     |     | 5      |
| 24   | Alex Lowes         | Yamaha   |     |     |     |     |     |     |     |       |     |     |     | 13  | DNF | INJ |     |     |     |     | 3      |
| 25   | Hiroshi Aoyama     | Honda    |     |     |     |     |     |     |     |       |     |     |     |     |     |     | 15  |     | 16  |     | 1      |
| 26   | Nicky Hayden       | Honda    |     |     |     |     |     |     |     |       |     |     |     |     |     | 15  |     | 17  |     |     | 1      |
| 27   | Mike Jones         | Ducati   |     |     |     |     |     |     |     |       |     |     |     |     |     |     | 18  | 15  |     |     | 1      |
| 28   | Javier Forés       | Ducati   |     |     |     |     |     |     |     |       |     |     |     |     | DNF |     |     |     |     |     | 0      |
| 28   | Mika Kallio        | KTM      |     |     |     |     |     |     |     |       |     |     |     |     |     |     |     |     |     | DNF | 0      |

| Farbe         | Bedeutung                               |
| ------------- | --------------------------------------- |
| Gold          | Sieger                                  |
| Silber        | 2. Platz                                |
| Bronze        | 3. Platz                                |
| Grün          | Platzierung in den Punkten              |
| Blau          | Klassifiziert außerhalb der Punkteränge |
| Violett       | Rennen nicht beendet (DNF)              |
| Violett       | nicht klassifiziert (NC)                |
| Rot           | nicht qualifiziert (DNQ)                |
| Schwarz       | disqualifiziert (DSQ)                   |
| Weiß          | nicht am Start (DNS)                    |
| Weiß          | zurückgezogen (WD)                      |
| Weiß          | Rennen abgesagt (C)                     |
| ohne Farbe    | nicht am Training teilgenommen (DNP)    |
| ohne Farbe    | verletzt oder krank (INJ)               |
| ohne Farbe    | ausgeschlossen (EX)                     |
| ohne Farbe    | nicht erschienen (DNA)                  |
| fett          | Pole-Position                           |
| kursiv        | Schnellste Rennrunde                    |
| unterstrichen | WM-Führung                              |
| hochgestellt  | Platzierung im Sprintrennen             |

1 Keine Teilnahme am neugestarteten zweiten Rennen

### Konstrukteurswertung
| Pos. | Team    | QAT | ARG | AME | ESP | FRA | ITA | CAT | NED | GER | AUT | CZE | GBR | RSM | ARA | JPN | AUS | MAL | VAL | Gesamt |
| ---- | ------- | --- | --- | --- | --- | --- | --- | --- | --- | --- | --- | --- | --- | --- | --- | --- | --- | --- | --- | ------ |
| 1    | Honda   | 16  | 25  | 25  | 16  | 13  | 20  | 20  | 25  | 25  | 11  | 25  | 20  | 25  | 25  | 25  | 25  | 8   | 20  | 369    |
| 2    | Yamaha  | 25  | 20  | 20  | 25  | 25  | 25  | 25  | 13  | 8   | 16  | 20  | 16  | 20  | 20  | 10  | 20  | 20  | 25  | 353    |
| 3    | Ducati  | 20  | 13  | 16  | 9   | 9   | 16  | 9   | 16  | 16  | 25  | 13  | 10  | 10  | 5   | 20  | 13  | 25  | 16  | 261    |
| 4    | Suzuki  | 10  | 5   | 13  | 11  | 16  | 10  | 13  | 7   | 4   | 10  | 7   | 25  | 11  | 13  | 16  | 16  | 10  | 11  | 208    |
| 5    | Aprilia | 3   | 9   | 6   | 2   | 7   | 2   | 8   | 8   | 6   | 0   | 2   | 6   | 6   | 7   | 9   | 5   | 9   | 6   | 101    |
| 6    | KTM     |     |     |     |     |     |     |     |     |     |     |     |     |     |     |     |     |     | DNF | 0      |

| Legende    | Legende                                 |
| Farbe      | Bedeutung                               |
| ---------- | --------------------------------------- |
| Gold       | Sieger (Erreichte Punkte)               |
| Silber     | 2. Platz (Erreichte Punkte)             |
| Bronze     | 3. Platz (Erreichte Punkte)             |
| Grün       | 4.–15. Platz (Erreichte Punkte)         |
| Blau       | Klassifiziert außerhalb der Punkteränge |
| Violett    | Rennen nicht beendet (DNF)              |
| Violett    | nicht klassifiziert (NC)                |
| Rot        | nicht qualifiziert (DNQ)                |
| Schwarz    | disqualifiziert (DSQ)                   |
| Weiß       | nicht am Start (DNS)                    |
| Weiß       | zurückgezogen (WD)                      |
| Weiß       | Rennen abgesagt (C)                     |
| ohne Farbe | nicht am Training teilgenommen (DNP)    |
| ohne Farbe | ausgeschlossen (EX)                     |
| ohne Farbe | nicht erschienen (DNA)                  |

### Teamwertung
| Pos. | Team                                | QAT | ARG | AME | ESP | FRA | ITA | CAT | NED | GER | AUT | CZE | GBR | RSM | ARA | JPN | AUS | MAL | VAL | Gesamt |
| ---- | ----------------------------------- | --- | --- | --- | --- | --- | --- | --- | --- | --- | --- | --- | --- | --- | --- | --- | --- | --- | --- | ------ |
| 1    | Movistar Yamaha MotoGP              | 38  | 20  | 20  | 45  | 45  | 25  | 25  | 6   | 9   | 29  | 20  | 24  | 36  | 36  | 0   | 30  | 36  | 38  | 482    |
| 2    | Repsol Honda Team                   | 27  | 41  | 25  | 29  | 16  | 33  | 36  | 24  | 35  | 20  | 20  | 24  | 38  | 35  | 26  | 0   | 5   | 20  | 454    |
| 3    | Ducati Racing Team                  | 20  | 3   | 16  | 9   | DNF | 27  | 9   | 11  | 27  | 45  | 8   | 10  | 19  | 9   | 20  | 13  | 25  | 25  | 296    |
| 4    | Team Suzuki Ecstar                  | 15  | 5   | 24  | 21  | 26  | 17  | 13  | 7   | 6   | 10  | 7   | 34  | 11  | 22  | 29  | 16  | 13  | 19  | 295    |
| 5    | Monster Yamaha Tech 3               | 17  | 18  | 9   | 12  | 11  | 10  | 11  | 16  | 3   | 13  | 3   | 3   | 7   | 8   | 13  | 19  | 9   | 17  | 199    |
| 6    | Octo Pramac Yakhnich                | 6   | 4   | 18  | 0   | 9   | 8   | 7   | 16  | 13  | 13  | 10  | 7   | 6   | 0   | 15  | 16  | 7   | 6   | 161    |
| 7    | Aprilia Racing Team Gresini         | 3   | 15  | 11  | 2   | 13  | 2   | 12  | 8   | 6   | 0   | 2   | 6   | 10  | 13  | 15  | 9   | 9   | 9   | 145    |
| 8    | LCR Honda                           | DNF | DNF | 0   | 5   | DNF | 5   | 10  | DNF | 20  | 1   | 25  | 20  | 8   | 11  | 11  | 25  | 0   | DNF | 141    |
| 9    | Avintia Racing                      | 7   | 11  | 8   | 9   | 12  | 4   | 6   | 10  | 7   | 3   | 24  | 2   | 3   | 3   | 0   | 1   | 24  | 5   | 139    |
| 10   | Aspar MotoGP Team                   | 4   | 13  | 6   | 8   | 5   | 3   | 3   | 9   | 5   | 0   | 15  | 9   | 2   | 2   | 4   | 5   | 4   | 0   | 97     |
| 11   | Estrella Galicia 0,0 Marc VDS       | 3   | 7   | 3   | 0   | DNF | DNF | 8   | 30  | 9   | 2   | 6   | 1   | 0   | 1   | 2   | 6   | 8   | 1   | 87     |
| 12   | Yamalube Yamaha Factory Racing Team |     |     |     |     |     |     |     |     |     |     |     |     |     |     | 5   |     |     |     | 5      |
| 13   | Red Bull KTM Factory Racing         |     |     |     |     |     |     |     |     |     |     |     |     |     |     |     |     |     | DNF | 0      |

| Legende  | Legende                                 |
| Farbe    | Bedeutung                               |
| -------- | --------------------------------------- |
| Grün     | Erreichte Punkte                        |
| Blau     | Klassifiziert außerhalb der Punkteränge |
| Violett  | Rennen nicht beendet (DNF)              |
| Violett  | nicht klassifiziert (NC)                |
| Rot      | nicht qualifiziert (DNQ)                |
| Schwarz  | disqualifiziert (DSQ)                   |
| Weiß     | nicht am Start (DNS)                    |
| Weiß     | zurückgezogen (WD)                      |
| Weiß     | Rennen abgesagt (C)                     |
| ohne     | nicht am Training teilgenommen (DNP)    |
| ohne     | ausgeschlossen (EX)                     |
| ohne     | nicht erschienen (DNA)                  |
| Sonstige | Doppelsieg (fett)                       |

## Moto2-Klasse

### Teams und Fahrer
Die Auflistung der Teams und Fahrer entspricht der offiziellen Starterliste der FIM. Gast-, Ersatz und Wildcardfahrer sind in dieser Übersicht gesondert gekennzeichnet.
| Nr. | Fahrer              | Nation         | Team                          | Konstrukteur  |
| --- | ------------------- | -------------- | ----------------------------- | ------------- |
| 2   | Jesko Raffin        | Schweiz        | Sports-Millions-EMWE-SAG      | Kalex         |
| 5   | Johann Zarco        | Frankreich     | Ajo Motorsport                | Kalex         |
| 7   | Lorenzo Baldassarri | Italien        | Forward Team                  | Kalex         |
| 10  | Luca Marini         | Italien        | Forward Team                  | Kalex         |
| 11  | Sandro Cortese      | Deutschland    | Dynavolt Intact GP            | Kalex         |
| 12  | Thomas Lüthi        | Schweiz        | Derendinger Interwetten       | Kalex         |
| 14  | Ratthapark Wilairot | Thailand       | IDEMITSU Honda Team Asia      | Kalex         |
| 16  | Hugo Clere 1        | Frankreich     | PromotoSport                  | TransFIORmers |
| 17  | Efrén Vázquez       | Spanien        | JPMoto Malaysia               | Suter         |
| 19  | Xavier Siméon       | Belgien        | QMMF Racing Team              | Speed Up      |
| 20  | Alessandro Nocco 2  | Italien        | Leopard Racing                | Kalex         |
| 21  | Franco Morbidelli   | Italien        | Estrella Galicia 0,0 Marc VDS | Kalex         |
| 22  | Sam Lowes           | Großbritannien | Federal Oil Gresini Moto2     | Kalex         |
| 23  | Marcel Schrötter    | Deutschland    | AGR Team                      | Kalex         |
| 24  | Simone Corsi        | Italien        | Speed Up                      | Speed Up      |
| 27  | Iker Lecuona 3 4    | Spanien        | CarXpert Interwetten          | Kalex         |
| 30  | Takaaki Nakagami    | Japan          | IDEMITSU Honda Team Asia      | Kalex         |
| 32  | Isaac Viñales       | Spanien        | Tech 3                        | Tech 3        |
| 33  | Alessandro Tonucci  | Italien        | Tasca Racing Scuderia Moto2   | Kalex         |
| 39  | Luis Salom          | Spanien        | SAG Team                      | Kalex         |
| 40  | Álex Rins           | Spanien        | Páginas Amarillas HP 40       | Kalex         |
| 42  | Federico Fuligni 5  | Italien        | Team Ciatti                   | Kalex         |
| 44  | Miguel Oliveira     | Portugal       | Leopard Racing                | Kalex         |
| 45  | Tetsuta Nagashima 6 | Japan          | Ajo Motorsport Academy        | Kalex         |
| 49  | Axel Pons           | Spanien        | AGR Team                      | Kalex         |
| 52  | Danny Kent          | Großbritannien | Leopard Racing                | Kalex         |
| 54  | Mattia Pasini       | Italien        | Italtrans Racing Team         | Kalex         |
| 55  | Hafizh Syahrin      | Malaysia       | Petronas Raceline Malaysia    | Kalex         |
| 57  | Edgar Pons          | Spanien        | Páginas Amarillas HP 40       | Kalex         |
| 60  | Julián Simón        | Spanien        | QMMF Racing Team              | Speed Up      |
| 63  | Naomichi Uramoto 7  | Japan          | Japan-GP2                     | Kalex         |
| 70  | Robin Mulhauser     | Schweiz        | CarXpert Interwetten          | Kalex         |
| 73  | Álex Márquez        | Spanien        | Estrella Galicia 0,0 Marc VDS | Kalex         |
| 77  | Dominique Aegerter  | Schweiz        | CarXpert Interwetten          | Kalex         |
| 84  | Tarō Sekiguchi 8    | Japan          | Team Taro Plus One            | TSR           |
| 87  | Remy Gardner 9      | Australien     | Tasca Racing Scuderia Moto2   | Kalex         |
| 89  | Alan Techer 10      | Frankreich     | NTS T Pro Project             | NTS           |
| 93  | Ramdan Rosli 11     | Malaysia       | Petronas AHM Malaysia         | Kalex         |
| 94  | Jonas Folger        | Deutschland    | Dynavolt Intact GP            | Kalex         |
| 95  | Anthony West 12     | Australien     | Montaze Broz Racing Team      | Suter         |
| 97  | Xavi Vierge         | Spanien        | Tech 3                        | Tech 3        |

| Legende         |
| --------------- |
| Stammfahrer     |
| Wildcard-Fahrer |
| Ersatzfahrer    |

| 1 Wildcard in Valencia                                 |
| 2 Ersatz für Oliveira in Australien und Malaysia       |
| 3 Ersatz für Aegerter in Großbritannien und San Marino |
| 4 Ersatz für Aegerter ab Japan                         |
| 5 Wildcard in Spanien, San Marino und Valencia         |
| 6 Wildcard in Aragonien                                |
| 7 Wildcard in Japan                                    |
| 8 Wildcard in Japan                                    |
| 9 Ersatz für Tonucci ab Katalonien                     |
| 10 Wildcard in Aragonien                               |
| 11 Wildcard in Katalonien, Australien und Malaysia     |
| 12 Wildcard in Tschechien                              |

### Rennergebnisse
|        | Datum  | Rennen                | Strecke             | Platz 1             | Platz 2             | Platz 3           | Pole-Position    | Schn. Rennrunde   | Gesamtführung | Gesamtführung | Gesamtführung |
| Fahrer | Datum  | Rennen                | Strecke             | Platz 1             | Platz 2             | Platz 3           | Pole-Position    | Schn. Rennrunde   | Konstrukteur  |               |               |
| ------ | ------ | --------------------- | ------------------- | ------------------- | ------------------- | ----------------- | ---------------- | ----------------- | ------------- | ------------- | ------------- |
| 1      | 20.03. | GP von Katar          | Losail              | Thomas Lüthi        | Luis Salom          | Simone Corsi      | Jonas Folger     | Sam Lowes         | Thomas Lüthi  | Kalex         |               |
| 2      | 03.04. | GP von Argentinien    | Termas de Río Hondo | Johann Zarco        | Sam Lowes           | Jonas Folger      | Sam Lowes        | Johann Zarco      | Thomas Lüthi  | Kalex         |               |
| 3      | 10.04. | GP of The Americas    | Austin              | Álex Rins           | Sam Lowes           | Johann Zarco      | Álex Rins        | Sam Lowes         | Sam Lowes     | Kalex         |               |
| 4      | 24.04. | GP von Spanien        | Jerez               | Sam Lowes           | Jonas Folger        | Álex Rins         | Sam Lowes        | Álex Rins         | Sam Lowes     | Kalex         |               |
| 5      | 08.05. | GP von Frankreich     | Le Mans             | Álex Rins           | Simone Corsi        | Thomas Lüthi      | Thomas Lüthi     | Álex Rins         | Álex Rins     | Kalex         |               |
| 6      | 22.05. | GP von Italien        | Mugello             | Johann Zarco        | Lorenzo Baldassarri | Sam Lowes         | Sam Lowes        | Thomas Lüthi      | Sam Lowes     | Kalex         |               |
| 7      | 05.06. | GP von Katalonien     | Catalunya           | Johann Zarco        | Álex Rins           | Takaaki Nakagami  | Johann Zarco     | Johann Zarco      | Álex Rins     | Kalex         |               |
| 8      | 26.06. | Dutch TT              | Assen               | Takaaki Nakagami    | Johann Zarco        | Franco Morbidelli | Thomas Lüthi     | Takaaki Nakagami  | Johann Zarco  | Kalex         |               |
| 9      | 17.07. | GP von Deutschland    | Sachsenring         | Johann Zarco        | Jonas Folger        | Julián Simón      | Takaaki Nakagami | Xavier Siméon     | Johann Zarco  | Kalex         |               |
| 10     | 14.08. | GP von Österreich     | Red Bull Ring       | Johann Zarco        | Franco Morbidelli   | Álex Rins         | Johann Zarco     | Johann Zarco      | Johann Zarco  | Kalex         |               |
| 11     | 21.08. | GP von Tschechien     | Brünn               | Jonas Folger        | Álex Rins           | Sam Lowes         | Johann Zarco     | Jonas Folger      | Johann Zarco  | Kalex         |               |
| 12     | 04.09. | GP von Großbritannien | Silverstone         | Thomas Lüthi        | Franco Morbidelli   | Takaaki Nakagami  | Sam Lowes        | Thomas Lüthi      | Johann Zarco  | Kalex         |               |
| 13     | 11.09. | GP von San Marino     | Misano              | Lorenzo Baldassarri | Álex Rins           | Takaaki Nakagami  | Johann Zarco     | Álex Rins         | Johann Zarco  | Kalex         |               |
| 14     | 25.09. | GP von Aragonien      | Aragón              | Sam Lowes           | Álex Márquez        | Franco Morbidelli | Sam Lowes        | Franco Morbidelli | Johann Zarco  | Kalex         |               |
| 15     | 16.10. | GP von Japan          | Motegi              | Thomas Lüthi        | Johann Zarco        | Franco Morbidelli | Johann Zarco     | Franco Morbidelli | Johann Zarco  | Kalex         |               |
| 16     | 23.10. | GP von Australien     | Phillip Island      | Thomas Lüthi        | Franco Morbidelli   | Sandro Cortese    | Thomas Lüthi     | Franco Morbidelli | Johann Zarco  | Kalex         |               |
| 17     | 30.10. | GP von Malaysia       | Sepang              | Johann Zarco        | Franco Morbidelli   | Jonas Folger      | Johann Zarco     | Luca Marini       | Johann Zarco  | Kalex         |               |
| 18     | 13.11. | GP von Valencia       | Valencia            | Johann Zarco        | Thomas Lüthi        | Franco Morbidelli | Johann Zarco     | Johann Zarco      | Johann Zarco  | Kalex         |               |

### Fahrerwertung
| Pos. | Fahrer              | Maschine      | QAT | ARG | AME | ESP | FRA | ITA   | CAT | NED | GER | AUT | CZE | GBR | RSM | ARA | JPN | AUS | MAL | VAL | Gesamt |
| ---- | ------------------- | ------------- | --- | --- | --- | --- | --- | ----- | --- | --- | --- | --- | --- | --- | --- | --- | --- | --- | --- | --- | ------ |
| 1    | Johann Zarco        | Kalex         | 12  | 1   | 3   | 5   | 24  | 1     | 1   | 2   | 1   | 1   | 11  | 22  | 4   | 8   | 2   | 12  | 1   | 1   | 276    |
| 2    | Thomas Lüthi        | Kalex         | 1   | 7   | 7   | 6   | 3   | 4     | 5   | DNF | DNF | 4   | INJ | 1   | 6   | 4   | 1   | 1   | 6   | 2   | 234    |
| 3    | Álex Rins           | Kalex         | 8   | 4   | 1   | 3   | 1   | 7     | 2   | 6   | DNF | 3   | 2   | 7   | 2   | 6   | 20  | DNF | 14  | 5   | 214    |
| 4    | Franco Morbidelli   | Kalex         | 7   | 25  | 14  | 4   | 4   | 8     | 11  | 3   | DNF | 2   | 8   | 2   | 5   | 3   | 3   | 2   | 2   | 3   | 213    |
| 5    | Sam Lowes           | Kalex         | 9   | 2   | 2   | 1   | 6   | 3     | 6   | 4   | DNF | DNF | 3   | 21  | DNF | 1   | DNF | DNF | DNF | 4   | 175    |
| 6    | Takaaki Nakagami    | Kalex         | 14  | 9   | 15  | 7   | 5   | 9     | 3   | 1   | 11  | 7   | DNF | 3   | 3   | 5   | 4   | 5   | 21  | 6   | 169    |
| 7    | Jonas Folger        | Kalex         | DNF | 3   | 5   | 2   | DNF | 15    | 7   | 10  | 2   | 26  | 1   | 5   | 8   | 10  | DNF | 6   | 3   | 8   | 167    |
| 8    | Lorenzo Baldassarri | Kalex         | INJ | 13  | 23  | 17  | 17  | 2     | 14  | 5   | 5   | 8   | 16  | 6   | 1   | 7   | DNF | 4   | 4   | 14  | 127    |
| 9    | Hafizh Syahrin      | Kalex         | 4   | 6   | 16  | 11  | 8   | 5     | 4   | DNF | 7   | 21  | 6   | 4   | 7   | 14  | 13  | DNF | 5   | 15  | 118    |
| 10   | Simone Corsi        | Speed Up      | 3   | 20  | 6   | DNF | 2   | 12    | DNF | 7   | DNF | DNF | 19  | 8   | DNF | 9   | 6   | 7   | 11  | 11  | 103    |
| 11   | Mattia Pasini       | Kalex         | 16  | 10  | 17  | 12  | 16  | DNF   | 12  | 19  | 4   | 13  | 4   | 9   | 16  | 12  | 7   | DNF | 23  | 7   | 72     |
| 12   | Dominique Aegerter  | Kalex         | 5   | 5   | 4   | 8   | 13  | 10    | DNF | 9   | 10  | 10  | 17  | INJ | INJ | 22  |     |     |     |     | 71     |
| 13   | Álex Márquez        | Kalex         | DNF | DNF | 11  | DNF | DNF | 16    | 18  | 8   | DNF | 6   | 5   | 25  | 10  | 2   | DNF | INJ | 7   | DNF | 69     |
| 14   | Marcel Schrötter    | Kalex         | 17  | 11  | 10  | DNF | 14  | 18    | 10  | 13  | DNF | 5   | 18  | 11  | 11  | 15  | 9   | 9   | 20  | 10  | 64     |
| 15   | Sandro Cortese      | Kalex         | 15  | DNF | 12  | DNF | INJ | 11    | DNF | 12  | 15  | 11  | 23  | 12  | 9   | 13  | 5   | 3   | 17  | DNF | 61     |
| 16   | Axel Pons           | Kalex         | DNF | 8   | 22  | DNF | 7   | 6     | 9   | DNF | DNF | 9   | DNF | 10  | DNF | 16  | DNF | 8   | DNF | DNF | 55     |
| 17   | Xavier Siméon       | Speed Up      | DNF | 12  | 8   | 10  | 11  | DNS 1 | DNF | 11  | DNF | 23  | 15  | 16  | DNF | 11  | 10  | 11  | 15  | 16  | 46     |
| 18   | Julián Simón        | Speed Up      | DNF | 19  | 9   | INJ | DNF | 17    | 13  | 16  | 3   | 15  | 13  | 14  | DNF | 21  | 8   | DNF | INJ | 23  | 40     |
| 19   | Luis Salom (†)      | Kalex         | 2   | 15  | 13  | 9   | 10  | DNF   |     |     |     |     |     |     |     |     |     |     |     |     | 37     |
| 20   | Xavi Vierge         | Tech 3        | DNF | 14  | 20  | DNF | 15  | DNS 1 | 20  | 17  | DNF | 16  | 12  | 13  | 12  | 17  | 11  | 10  | 8   | 12  | 37     |
| 21   | Miguel Oliveira     | Kalex         | 11  | 21  | DNF | DNF | 9   | 13    | 8   | 15  | DNF | 14  | 9   | DNF | 17  | INJ | INJ | INJ | INJ | 13  | 36     |
| 22   | Danny Kent          | Kalex         | 6   | 16  | DNF | DNF | 19  | 14    | DNF | 14  | INJ | 12  | 7   | 15  | DNF | 29  | DNF | DNF | 18  | 9   | 35     |
| 23   | Luca Marini         | Kalex         | 10  | 18  | DNF | 16  | 12  | DNS 1 | DNF | DNF | 6   | 17  | DNF | DNF | 13  | 25  | 12  | 16  | 9   | 22  | 34     |
| 24   | Isaac Viñales       | Tech 3        | 19  | 24  | 18  | 13  | 20  | 24    | 16  | 21  | 9   | 18  | 14  | DNF | DNF | 28  | 15  |     | 10  | DNF | 19     |
| 25   | Jesko Raffin        | Kalex         | 18  | 23  | 21  | 14  | 23  | 26    | DNS | 18  | 8   | 24  | 24  | 17  | 15  | 20  | 17  | 13  | 16  | 17  | 14     |
| 26   | Remy Gardner        | Kalex         |     |     |     |     |     |       | 15  | 20  | 12  | 19  | 21  | 20  | 19  | 19  | 19  | DNF | 13  | 18  | 8      |
| 27   | Anthony West        | Suter         |     |     |     |     |     |       |     |     |     |     | 10  |     |     |     |     |     |     |     | 6      |
| 28   | Ratthapark Wilairot | Kalex         | 13  | 17  | 19  | DNF | 21  | 22    | DNF | INJ | DNF | 22  | 25  | 18  | 14  | 26  | 18  | 15  | 24  | 20  | 6      |
| 29   | Ramdan Rosli        | Kalex         |     |     |     |     |     |       | 19  |     |     |     |     |     |     |     |     | 18  | 12  |     | 4      |
| 30   | Robin Mulhauser     | Kalex         | 20  | 22  | DNF | 15  | 18  | 21    | 21  | 22  | 13  | 25  | 22  | 24  | 20  | 27  | DNF | 17  | DNF | 21  | 4      |
| 31   | Edgar Pons          | Kalex         | DNF | INJ | INJ | INJ | INJ | 23    | 17  | 23  | 14  | 20  | 20  | 23  | DNF | 24  | 16  | 14  | 19  | 19  | 4      |
| 32   | Takaaki Nagashima   | Kalex         |     |     |     |     |     |       |     |     |     |     |     |     |     | 23  | 14  |     |     |     | 2      |
| 33   | Federico Fuligni    | Kalex         |     |     |     | 18  |     | 20    |     |     |     |     |     |     | 18  |     |     |     |     | DNF | 0      |
| 34   | Steven Odendaal     | Kalex         |     |     |     |     |     |       |     |     |     |     |     |     |     | 18  |     |     |     |     | 0      |
| 35   | Alessandro Tonucci  | Kalex         | 21  | 27  | 24  | 19  | 22  | 25    |     |     |     |     |     |     |     |     |     |     |     |     | 0      |
| 36   | Iker Lecuona        | Kalex         |     |     |     |     |     |       |     |     |     |     |     | 19  | 21  |     | DNF | DNF | 22  | 24  | 0      |
| 37   | Ricard Cardús       | Suter         |     |     |     |     |     | 19    |     |     |     |     |     |     |     |     |     |     |     |     | 0      |
| 38   | Naomichi Uramoto    | Kalex         |     |     |     |     |     |       |     |     |     |     |     |     |     |     | 21  |     |     |     | 0      |
| 39   | Efrén Vázquez       | Suter         | 22  | 26  | INJ | INJ | INJ | INJ   | INJ |     |     |     |     |     |     |     |     |     |     |     | 0      |
| 40   | Tarō Sekiguchi      | TSR           |     |     |     |     |     |       |     |     |     |     |     |     |     |     | 22  |     |     |     | 0      |
| 41   | Danny Eslick        | Suter         |     |     |     |     | 25  |       |     |     |     |     |     |     |     |     |     |     |     |     | 0      |
| 42   | Alan Techer         | NTS           |     |     |     |     |     |       |     |     |     |     |     |     |     | DNF |     |     |     |     | 0      |
| 43   | Alessandro Nocco    | Kalex         |     |     |     |     |     |       |     |     |     |     |     |     |     |     |     | DNF | DNF |     | 0      |
| 44   | Hugo Clere          | TransFIORmers |     |     |     |     |     |       |     |     |     |     |     |     |     |     |     |     |     | DNF | 0      |

| Farbe         | Bedeutung                               |
| ------------- | --------------------------------------- |
| Gold          | Sieger                                  |
| Silber        | 2. Platz                                |
| Bronze        | 3. Platz                                |
| Grün          | Platzierung in den Punkten              |
| Blau          | Klassifiziert außerhalb der Punkteränge |
| Violett       | Rennen nicht beendet (DNF)              |
| Violett       | nicht klassifiziert (NC)                |
| Rot           | nicht qualifiziert (DNQ)                |
| Schwarz       | disqualifiziert (DSQ)                   |
| Weiß          | nicht am Start (DNS)                    |
| Weiß          | zurückgezogen (WD)                      |
| Weiß          | Rennen abgesagt (C)                     |
| ohne Farbe    | nicht am Training teilgenommen (DNP)    |
| ohne Farbe    | verletzt oder krank (INJ)               |
| ohne Farbe    | ausgeschlossen (EX)                     |
| ohne Farbe    | nicht erschienen (DNA)                  |
| fett          | Pole-Position                           |
| kursiv        | Schnellste Rennrunde                    |
| unterstrichen | WM-Führung                              |
| hochgestellt  | Platzierung im Sprintrennen             |

1 Keine Teilnahme am neugestarteten zweiten Rennen

### Konstrukteurswertung
| Pos. | Team          | QAT | ARG | AME | ESP | FRA | ITA | CAT | NED | GER | AUT | CZE | GBR | RSM | ARA | JPN | AUS | MAL | VAL | Gesamt |
| ---- | ------------- | --- | --- | --- | --- | --- | --- | --- | --- | --- | --- | --- | --- | --- | --- | --- | --- | --- | --- | ------ |
| 1    | Kalex         | 25  | 25  | 25  | 25  | 25  | 25  | 25  | 25  | 25  | 25  | 25  | 25  | 25  | 25  | 25  | 25  | 25  | 25  | 450    |
| 2    | Speed Up      | 16  | 4   | 10  | 6   | 20  | 4   | 3   | 9   | 16  | 1   | 3   | 8   | DNF | 7   | 10  | 9   | 5   | 5   | 136    |
| 3    | Tech 3        | 0   | 2   | 0   | 3   | 1   | 0   | 0   | 0   | 7   | 0   | 4   | 3   | 4   | 0   | 5   | 6   | 8   | 4   | 47     |
| 4    | Suter         | 0   | 0   | DNS | DNS | 0   | 0   | 0   |     |     |     | 6   |     |     |     |     |     |     |     | 6      |
| 5    | TSR           |     |     |     |     |     |     |     |     |     |     |     |     |     |     | 0   |     |     |     | 0      |
| 6    | NTS           |     |     |     |     |     |     |     |     |     |     |     |     |     | DNF |     |     |     |     | 0      |
| 6    | TransFIORmers |     |     |     |     |     |     |     |     |     |     |     |     |     |     |     |     |     | DNF | 0      |

| Legende    | Legende                                 |
| Farbe      | Bedeutung                               |
| ---------- | --------------------------------------- |
| Gold       | Sieger (Erreichte Punkte)               |
| Silber     | 2. Platz (Erreichte Punkte)             |
| Bronze     | 3. Platz (Erreichte Punkte)             |
| Grün       | 4.–15. Platz (Erreichte Punkte)         |
| Blau       | Klassifiziert außerhalb der Punkteränge |
| Violett    | Rennen nicht beendet (DNF)              |
| Violett    | nicht klassifiziert (NC)                |
| Rot        | nicht qualifiziert (DNQ)                |
| Schwarz    | disqualifiziert (DSQ)                   |
| Weiß       | nicht am Start (DNS)                    |
| Weiß       | zurückgezogen (WD)                      |
| Weiß       | Rennen abgesagt (C)                     |
| ohne Farbe | nicht am Training teilgenommen (DNP)    |
| ohne Farbe | ausgeschlossen (EX)                     |
| ohne Farbe | nicht erschienen (DNA)                  |

## Moto3-Klasse

### Teams und Fahrer
Die Auflistung der Teams und Fahrer entspricht der offiziellen Starterliste der FIM. Gast-, Ersatz und Wildcardfahrer sind in dieser Übersicht gesondert gekennzeichnet.
| Nr. | Fahrer                    | Nation         | Team                         | Motorrad  |
| --- | ------------------------- | -------------- | ---------------------------- | --------- |
| 3   | Fabio Spiranelli          | Italien        | CIP-Unicom Starker           | Mahindra  |
| 4   | Fabio Di Giannantonio     | Italien        | Gresini Racing Moto3         | Honda     |
| 5   | Romano Fenati             | Italien        | Sky Racing Team VR46         | KTM       |
| 6   | María Herrera             | Spanien        | MH6 Team                     | KTM       |
| 7   | Adam Norrodin             | Malaysia       | Drive M7 SIC Racing Team     | Honda     |
| 8   | Nicolò Bulega             | Italien        | Sky Racing Team VR46         | KTM       |
| 9   | Jorge Navarro             | Spanien        | Estrella Galicia 0,0         | Honda     |
| 10  | Alexis Masbou             | Frankreich     | Peugeot MC Saxoprint         | Peugeot   |
| 11  | Livio Loi                 | Belgien        | RW Racing GP BV              | Honda     |
| 12  | Albert Arenas             | Spanien        | MRW Mahindra Aspar Team 1    | Mahindra  |
| 12  | Albert Arenas             | Spanien        | Peugeot MC Saxoprint 2       | Peugeot   |
| 13  | Shizuka Okazaki 3         | Japan          | UQ & TELURU KOHARA RT        | Honda     |
| 14  | Matt Barton 4             | Australien     | Suus Honda                   | FTR-Honda |
| 15  | Rei Sato 5                | Japan          | 41 Planning IodaRacing Japan | Honda     |
| 16  | Andrea Migno              | Italien        | Sky Racing Team VR46         | KTM       |
| 17  | John McPhee               | Großbritannien | Peugeot MC Saxoprint         | Peugeot   |
| 18  | Gabriel Martínez-Ábrego 6 | Mexiko         | Motomex Team Worldwide Race  | Mahindra  |
| 19  | Gabriel Rodrigo           | Argentinien    | RBA Racing Team              | KTM       |
| 20  | Fabio Quartararo          | Frankreich     | Leopard Racing               | KTM       |
| 21  | Francesco Bagnaia         | Italien        | ASPAR Mahindra Team Moto3    | Mahindra  |
| 22  | Danny Webb 7              | Großbritannien | Platinum Bay Real Estate     | Mahindra  |
| 23  | Niccolò Antonelli         | Italien        | Ongetta Rivacold             | Honda     |
| 24  | Tatsuki Suzuki            | Japan          | CIP-Unicom Starker           | Mahindra  |
| 26  | Daniel Sáez 8             | Spanien        | GA Competicion               | KTM       |
| 27  | Tim Georgi 9              | Deutschland    | Freudenberg Racing Team      | KTM       |
| 31  | Raúl Fernández 10         | Spanien        | MH6 Team                     | KTM       |
| 33  | Enea Bastianini           | Italien        | Gresini Racing Moto3         | Honda     |
| 36  | Joan Mir                  | Spanien        | Leopard Racing               | KTM       |
| 37  | Davide Pizzoli 11         | Italien        | Procercasa - 42 Motorsport   | KTM       |
| 38  | Azmi Hafiq 12             | Malaysia       | Peugeot MC Saxoprint         | Peugeot   |
| 40  | Darryn Binder             | Südafrika      | Platinum Bay Real Estate     | Mahindra  |
| 41  | Brad Binder               | Südafrika      | Red Bull KTM Ajo             | KTM       |
| 42  | Marcos Ramírez 13         | Spanien        | Platinum Bay Real Estate     | Mahindra  |
| 43  | Stefano Valtulini         | Italien        | MTA Team Italia              | Mahindra  |
| 44  | Arón Canet                | Spanien        | Estrella Galicia 0,0         | Honda     |
| 48  | Lorenzo Dalla Porta       | Italien        | Schedl GP Racing 14          | KTM       |
| 48  | Lorenzo Dalla Porta       | Italien        | Estrella Galicia 0,0 15      | Honda     |
| 53  | Marco Bezzecchi 16        | Italien        | Mahindra Racing              | Mahindra  |
| 55  | Andrea Locatelli          | Italien        | Leopard Racing               | KTM       |
| 58  | Juanfran Guevara          | Spanien        | RBA Racing Team              | KTM       |
| 62  | Stefano Manzi 17          | Italien        | Mahindra Racing              | Mahindra  |
| 63  | Vicente Pérez 18          | Spanien        | Peugeot MC Saxoprint         | Peugeot   |
| 64  | Bo Bendsneyder            | Niederlande    | Red Bull KTM Ajo             | KTM       |
| 65  | Philipp Öttl              | Deutschland    | Schedl GP Racing             | KTM       |
| 71  | Alex Fabbri 19            | Italien        | Minimoto Portomaggiore       | Mahindra  |
| 71  | Ayumu Sasaki 20           | Japan          | Gresini Racing Moto3         | Honda     |
| 76  | Hiroki Ono                | Japan          | Honda Team Asia              | Honda     |
| 77  | Lorenzo Petrarca          | Italien        | MTA Team Italia              | Mahindra  |
| 84  | Jakub Kornfeil            | Tschechien     | Drive M7 SIC Racing Team     | Honda     |
| 88  | Jorge Martín              | Spanien        | ASPAR Mahindra Team Moto3    | Mahindra  |
| 89  | Khairul Idham Pawi        | Malaysia       | Honda Team Asia              | Honda     |
| 95  | Jules Danilo              | Frankreich     | Ongetta Rivacold             | Honda     |
| 97  | Maximillian Kappler 21    | Deutschland    | KRM-RZT                      | KTM       |
| 98  | Karel Hanika              | Tschechien     | Platinum Bay Real Estate     | Mahindra  |
| 98  | Karel Hanika              | Tschechien     | Freudenberg Racing Team 22   | KTM       |
| 99  | Enzo Boulom 23            | Frankreich     | Procercasa - 42 Motorsport   | KTM       |
| 99  | Enzo Boulom 23            | Frankreich     | CIP-Unicom Starker 24        | Mahindra  |

| Legende         |
| --------------- |
| Stammfahrer     |
| Wildcard-Fahrer |
| Ersatzfahrer    |

| 1 Wildcard in Jerez                                      |
| 2 Ersatz für Masbou ab Österreich                        |
| 3 Wildcard in Japan                                      |
| 4 Wildcard in Australien                                 |
| 5 Wildcard in Japan                                      |
| 6 Wildcard in Aragonien                                  |
| 7 Ersatz für Hanika in den Niederlanden und Deutschland  |
| 8 Wildcard in Valencia                                   |
| 9 Wildcard in Deutschland                                |
| 10 Ersatz für Herrera in Valencia                        |
| 11 Wildcard in Jerez                                     |
| 12 Ersatz für McPhee in Malaysia                         |
| 13 Ersatz für Webb ab Österreich                         |
| 14 Ersatz für Öttl in Italien                            |
| 15 Ersatz für Navarro in Assen                           |
| 16 Wildcard in Österreich und Großbritannien             |
| 17 Wildcard in Österreich, Großbritannien und San Marino |
| 18 Ersatz für McPhee in Valencia                         |
| 19 Wildcard in San Marino                                |
| 20 Ersatz für Bastianini in Malaysia                     |
| 21 Wildcard in Deutschland                               |
| 22 Wildcard in Tschechien und Jerez                      |
| 23 Wildcard in Spanien und Valencia                      |
| 24 Ersatz für Spiranelli in Valencia                     |

### Rennergebnisse
|        | Datum  | Rennen                | Strecke             | Platz 1            | Platz 2               | Platz 3               | Pole-Position     | Schn. Rennrunde    | Gesamtführung     | Gesamtführung | Gesamtführung |
| Fahrer | Datum  | Rennen                | Strecke             | Platz 1            | Platz 2               | Platz 3               | Pole-Position     | Schn. Rennrunde    | Konstrukteur      |               |               |
| ------ | ------ | --------------------- | ------------------- | ------------------ | --------------------- | --------------------- | ----------------- | ------------------ | ----------------- | ------------- | ------------- |
| 1      | 20.03. | GP von Katar          | Losail              | Niccolò Antonelli  | Brad Binder           | Francesco Bagnaia     | Romano Fenati     | Livio Loi          | Niccolò Antonelli | Honda         |               |
| 2      | 03.04. | GP von Argentinien    | Termas de Río Hondo | Khairul Idham Pawi | Jorge Navarro         | Brad Binder           | Brad Binder       | Joan Mir           | Brad Binder       | Honda         |               |
| 3      | 10.04. | GP of The Americas    | Austin              | Romano Fenati      | Jorge Navarro         | Brad Binder           | Philipp Öttl      | Romano Fenati      | Brad Binder       | Honda         |               |
| 4      | 24.04. | GP von Spanien        | Jerez               | Brad Binder        | Nicolò Bulega         | Francesco Bagnaia     | Nicolò Bulega     | Brad Binder        | Brad Binder       | KTM           |               |
| 5      | 08.05. | GP von Frankreich     | Le Mans             | Brad Binder        | Romano Fenati         | Jorge Navarro         | Niccolò Antonelli | Arón Canet         | Brad Binder       | KTM           |               |
| 6      | 22.05. | GP von Italien        | Mugello             | Brad Binder        | Fabio Di Giannantonio | Francesco Bagnaia     | Romano Fenati     | Juanfran Guevara   | Brad Binder       | KTM           |               |
| 7      | 05.06. | GP von Katalonien     | Catalunya           | Jorge Navarro      | Brad Binder           | Enea Bastianini       | Brad Binder       | Romano Fenati      | Brad Binder       | KTM           |               |
| 8      | 26.06. | Dutch TT              | Assen               | Francesco Bagnaia  | Fabio Di Giannantonio | Andrea Migno          | Enea Bastianini   | Arón Canet         | Brad Binder       | KTM           |               |
| 9      | 17.07. | GP von Deutschland    | Sachsenring         | Khairul Idham Pawi | Andrea Locatelli      | Enea Bastianini       | Enea Bastianini   | Khairul Idham Pawi | Brad Binder       | KTM           |               |
| 10     | 14.08. | GP von Österreich     | Red Bull Ring       | Joan Mir           | Brad Binder           | Enea Bastianini       | Joan Mir          | Philipp Öttl       | Brad Binder       | KTM           |               |
| 11     | 21.08. | GP von Tschechien     | Brünn               | John McPhee        | Jorge Martín          | Fabio Di Giannantonio | Brad Binder       | Brad Binder        | Brad Binder       | KTM           |               |
| 12     | 04.09. | GP von Großbritannien | Silverstone         | Brad Binder        | Francesco Bagnaia     | Bo Bendsneyder        | Francesco Bagnaia | Nicolò Bulega      | Brad Binder       | KTM           |               |
| 13     | 11.09. | GP von San Marino     | Misano              | Brad Binder        | Enea Bastianini       | Joan Mir              | Brad Binder       | Andrea Locatelli   | Brad Binder       | KTM           |               |
| 14     | 25.09. | GP von Aragonien      | Aragón              | Jorge Navarro      | Brad Binder           | Enea Bastianini       | Enea Bastianini   | Juanfran Guevara   | Brad Binder       | KTM           |               |
| 15     | 16.10. | GP von Japan          | Motegi              | Enea Bastianini    | Brad Binder           | Nicolò Bulega         | Hiroki Ono        | Nicolò Bulega      | Brad Binder       | KTM           |               |
| 16     | 23.10. | GP von Australien     | Phillip Island      | Brad Binder        | Andrea Locatelli      | Arón Canet            | Brad Binder       | Andrea Locatelli   | Brad Binder       | KTM           |               |
| 17     | 30.10. | GP von Malaysia       | Sepang              | Francesco Bagnaia  | Jakub Kornfeil        | Bo Bendsneyder        | Brad Binder       | Joan Mir           | Brad Binder       | KTM           |               |
| 18     | 13.11. | GP von Valencia       | Valencia            | Brad Binder        | Joan Mir              | Andrea Migno          | Arón Canet        | Brad Binder        | Brad Binder       | KTM           |               |

### Fahrerwertung
| Pos. | Fahrer                  | Maschine  | QAT | ARG | AME | ESP | FRA | ITA | CAT | NED | GER | AUT | CZE | GBR | RSM | ARA | JPN | AUS   | MAL | VAL | Gesamt |
| ---- | ----------------------- | --------- | --- | --- | --- | --- | --- | --- | --- | --- | --- | --- | --- | --- | --- | --- | --- | ----- | --- | --- | ------ |
| 1    | Brad Binder             | KTM       | 2   | 3   | 3   | 1   | 1   | 1   | 2   | 12  | 8   | 2   | DNF | 1   | 1   | 2   | 2   | 1     | 17  | 1   | 319    |
| 2    | Enea Bastianini         | Honda     | 5   | 17  | 6   | 8   | INJ | 12  | 3   | DNF | 3   | 3   | 4   | 7   | 2   | 3   | 1   | DNS 1 | INJ | 4   | 177    |
| 3    | Jorge Navarro           | Honda     | 7   | 2   | 2   | 4   | 3   | DNF | 1   | INJ | 7   | DNF | 10  | DNF | DNF | 1   | DNF | DNF   | DNF | 9   | 150    |
| 4    | Francesco Bagnaia       | Mahindra  | 3   | 23  | 14  | 3   | 12  | 3   | DNF | 1   | 10  | 11  | DNF | 2   | 21  | 16  | 6   | DNS 1 | 1   | DNF | 145    |
| 5    | Joan Mir                | KTM       | 12  | 5   | DNF | 6   | 25  | 7   | 8   | 8   | DNF | 1   | 8   | 9   | 3   | 5   | 9   | DNS 1 | DNF | 2   | 144    |
| 6    | Fabio Di Giannantonio   | Honda     | 26  | 25  | 17  | DNF | 17  | 2   | 9   | 2   | 5   | 8   | 3   | 6   | 10  | 4   | 5   | DNS 1 | 15  | 5   | 134    |
| 7    | Nicolò Bulega           | KTM       | 6   | 18  | 10  | 2   | 5   | 8   | 5   | 7   | DNF | 9   | 9   | 5   | 4   | DNF | 3   | DNS 1 | DNF | 17  | 129    |
| 8    | Jakub Kornfeil          | Honda     | 10  | 9   | 11  | 5   | 9   | 17  | 10  | 13  | 4   | 19  | 6   | 15  | 5   | DNF | 13  | DNS 1 | 2   | 7   | 112    |
| 9    | Andrea Locatelli        | KTM       | 21  | 4   | 5   | DNF | 10  | DNF | 19  | DNF | 2   | 13  | DNF | 14  | 6   | 17  | DNF | 2     | 5   | 20  | 96     |
| 10   | Romano Fenati           | KTM       | 4   | 20  | 1   | 7   | 2   | DNF | 4   | 4   | 18  | DNS |     |     |     |     |     |       |     |     | 93     |
| 11   | Niccolò Antonelli       | Honda     | 1   | 10  | DNF | DNF | 8   | 4   | 20  | 5   | INJ | 18  | 5   | DSQ | 11  | 14  | 10  | DNF   | 12  | 16  | 91     |
| 12   | Philipp Öttl            | KTM       | 9   | 15  | 4   | 10  | DNF | INJ | 17  | 11  | 17  | 5   | 15  | 12  | 8   | 10  | 4   | 14    | DNF | 8   | 85     |
| 13   | Fabio Quartararo        | KTM       | 13  | 13  | 13  | DNF | 6   | 5   | 7   | DNF | 23  | 4   | 21  | DNF | 18  | 12  | 8   | 12    | 4   | 14  | 83     |
| 14   | Bo Bendsneyder          | KTM       | 14  | 22  | 22  | 21  | 16  | 18  | 11  | 9   | 12  | 7   | 7   | 3   | DNF | 15  | 18  | 10    | 3   | 13  | 78     |
| 15   | Arón Canet              | Honda     | 15  | DNF | 7   | DNF | 4   | 26  | 6   | DNF | 15  | 21  | DNF | 8   | 7   | 7   | DNF | 3     | DNF | 19  | 76     |
| 16   | Jorge Martín            | Mahindra  | DNF | 8   | DNF | DNF | 18  | 14  | DNF | INJ | DNF | 6   | 2   | 10  | DNS | 6   | DNF | 6     | DNF | 10  | 72     |
| 17   | Andrea Migno            | KTM       | 17  | 29  | 15  | 11  | 7   | 10  | 18  | 3   | DNF | 25  | 12  | 29  | 15  | 11  | 24  | DNS 1 | DNF | 3   | 63     |
| 18   | Livio Loi               | Honda     | 8   | 16  | 8   | 17  | 11  | 16  | 16  | 15  | 14  | 10  | 14  | 20  | 13  | 18  | 7   | 5     | 9   | 15  | 63     |
| 19   | Khairul Idham Pawi      | Honda     | 22  | 1   | 20  | 14  | 14  | 27  | DNF | DNF | 1   | 27  | DNF | 22  | 22  | 22  | 19  | DNS 1 | 8   | 25  | 62     |
| 20   | Jules Danilo            | Honda     | 11  | 26  | 9   | 9   | DNF | 11  | DNF | 6   | 9   | 16  | 11  | 13  | 14  | 19  | 16  | 9     | DNF | 26  | 58     |
| 21   | Juanfran Guevara        | KTM       | 25  | 12  | 12  | 12  | 13  | 9   | 13  | DNF | DNF | 12  | 23  | 16  | 12  | 9   | 25  | DNS 1 | DNF | 6   | 50     |
| 22   | John McPhee             | Peugeot   | 27  | 7   | 21  | DNF | 20  | 23  | 15  | 16  | 6   | 24  | 1   | 17  | 20  | 13  | DNF | INJ 1 | INJ | INJ | 48     |
| 23   | Hiroki Ono              | Honda     | 18  | 6   | 25  | DNF | DNF | 6   | DNF | INJ | DNF | 15  | 20  | 19  | 9   | 20  | DSQ | 8     | INJ | 21  | 36     |
| 24   | Gabriel Rodrigo         | KTM       | 19  | 19  | 18  | 13  | DNF | 13  | DNF | DNF | 13  | DNF | 17  | 11  | DNF | 8   | DNF | DNF   | 7   | DNF | 31     |
| 25   | Darryn Binder           | Mahindra  | 23  | 30  | DNF | DNF | DNF | DNF | 12  | 17  | DNF | 17  | DNF | 21  | DNF | 26  | 22  | 4     | 10  | 12  | 27     |
| 26   | Marcos Ramírez          | Mahindra  |     |     |     |     |     |     |     |     |     | 26  | 18  | DNF | DNF | 27  | 17  | 7     | 6   | DNF | 19     |
| 27   | Tatsuki Suzuki          | Mahindra  | 28  | 27  | 19  | 15  | 15  | 19  | 14  | DNF | 11  | DNF | 13  | 25  | DNF | 21  | 15  | 13    | DNF | 18  | 16     |
| 28   | Adam Norrodin           | Honda     | 20  | 11  | DNF | 16  | DNF | 22  | DNF | 19  | DNF | 23  | DNF | 23  | 23  | 23  | 12  | 11    | DNF | 27  | 14     |
| 29   | Stefano Manzi           | Mahindra  |     |     |     |     |     |     |     |     |     | 20  |     | 4   | 16  |     |     |       |     |     | 13     |
| 30   | Lorenzo Dalla Porta     | KTM       |     |     |     |     |     | 15  |     |     |     |     |     | 18  | 17  | 25  | 11  | 19    | 16  | DNF | 12     |
| 30   | Lorenzo Dalla Porta     | Honda     |     |     |     |     |     |     |     | 10  |     |     |     |     |     |     |     |       |     |     | 12     |
| 31   | María Herrera           | KTM       | 16  | 14  | 23  | 19  | 21  | 21  | DNF | 14  | INJ | 14  | 19  | 26  | DNF | 28  | 23  | 15    | DNF | INJ | 7      |
| 32   | Azmi Hafiq              | Peugeot   |     |     |     |     |     |     |     |     |     |     |     |     |     |     |     |       | 11  |     | 5      |
| 33   | Raúl Fernández          | KTM       |     |     |     |     |     |     |     |     |     |     |     |     |     |     |     |       |     | 11  | 5      |
| 34   | Stefano Valtulini       | Mahindra  | 29  | 28  | DNF | INJ | 22  | 24  | DNF | 18  | 20  | 28  | DNF | DNF | 26  | DNF | DNF | DNF   | 13  | 31  | 3      |
| 35   | Albert Arenas           | Mahindra  |     |     |     | 18  |     |     | DNF | DNF |     |     |     |     |     |     |     |       |     |     | 2      |
| 35   | Albert Arenas           | Peugeot   |     |     |     |     |     |     |     |     |     | 22  | DNF | DNF | 19  | 24  | 14  | 16    | DNF | 24  | 2      |
| 36   | Lorenzo Petrarca        | Mahindra  | 31  | 31  | 24  | DNF | 24  | 25  | 22  | 20  | DNF | 30  | 24  | 28  | 24  | 29  | 21  | 17    | 14  | 28  | 2      |
| 37   | Alexis Masbou           | Peugeot   | 24  | 21  | 16  | DNF | 19  | DNF | DNF | DNF | 16  |     |     |     |     |     |     |       |     |     | 0      |
| 38   | Karel Hanika            | Mahindra  | 30  | 24  | DNF | DNF | DNF | 20  | DNF |     |     |     |     |     |     |     |     |       |     |     | 0      |
| 38   | Karel Hanika            | KTM       |     |     |     |     |     |     |     |     |     |     | 16  |     |     |     |     |       |     | 22  | 0      |
| 39   | Maximillian Kappler     | KTM       |     |     |     |     |     |     |     |     | 19  |     |     |     |     |     |     |       |     |     | 0      |
| 40   | Davide Pizzoli          | KTM       |     |     |     | 20  |     |     | DNF |     |     |     |     |     |     |     |     |       |     |     | 0      |
| 41   | Fabio Spiranelli        | Mahindra  | DNF | 32  | 26  | 23  | 23  | 28  | 21  | 21  | INJ | 29  | 22  | 27  | 25  | DNF | 20  | 18    | INJ | INJ | 0      |
| 42   | Matt Barton             | FTR-Honda |     |     |     |     |     |     |     |     |     |     |     |     |     |     |     | 20    |     |     | 0      |
| 43   | Tim Georgi              | KTM       |     |     |     |     |     |     |     |     | 21  |     |     |     |     |     |     |       |     |     | 0      |
| 44   | Danny Webb              | Mahindra  |     |     |     |     |     |     |     | 22  | 22  |     |     |     |     |     |     |       |     |     | 0      |
| 45   | Enzo Boulom             | KTM       |     |     |     | 22  | DNF |     |     |     |     |     |     |     |     |     |     |       |     | 30  | 0      |
| 46   | Vicente Pérez           | Peugeot   |     |     |     |     |     |     |     |     |     |     |     |     |     |     |     |       |     | 23  | 0      |
| 47   | Marco Bezzecchi         | Mahindra  |     |     |     |     |     |     |     |     |     | DNF |     | 24  |     |     |     |       |     |     | 0      |
| 48   | Shizuka Okazaki         | Honda     |     |     |     |     |     |     |     |     |     |     |     |     |     |     | 26  |       |     |     | 0      |
| 49   | Daniel Sáez             | KTM       |     |     |     |     |     |     |     |     |     |     |     |     |     |     |     |       |     | 29  | 0      |
| 50   | Gabriel Martínez-Ábrego | Mahindra  |     |     |     |     |     |     |     |     |     |     |     |     |     | 30  |     |       |     |     | 0      |
| 51   | Alex Fabbri             | Mahindra  |     |     |     |     |     |     |     |     |     |     |     |     | DNF |     |     |       |     |     | 0      |
| 52   | Ayumu Sasaki            | Honda     |     |     |     |     |     |     |     |     |     |     |     |     |     |     |     |       | DNF |     | 0      |

| Farbe         | Bedeutung                               |
| ------------- | --------------------------------------- |
| Gold          | Sieger                                  |
| Silber        | 2. Platz                                |
| Bronze        | 3. Platz                                |
| Grün          | Platzierung in den Punkten              |
| Blau          | Klassifiziert außerhalb der Punkteränge |
| Violett       | Rennen nicht beendet (DNF)              |
| Violett       | nicht klassifiziert (NC)                |
| Rot           | nicht qualifiziert (DNQ)                |
| Schwarz       | disqualifiziert (DSQ)                   |
| Weiß          | nicht am Start (DNS)                    |
| Weiß          | zurückgezogen (WD)                      |
| Weiß          | Rennen abgesagt (C)                     |
| ohne Farbe    | nicht am Training teilgenommen (DNP)    |
| ohne Farbe    | verletzt oder krank (INJ)               |
| ohne Farbe    | ausgeschlossen (EX)                     |
| ohne Farbe    | nicht erschienen (DNA)                  |
| fett          | Pole-Position                           |
| kursiv        | Schnellste Rennrunde                    |
| unterstrichen | WM-Führung                              |
| hochgestellt  | Platzierung im Sprintrennen             |

1 Keine Teilnahme am neugestarteten zweiten Rennen

### Konstrukteurswertung
| Pos. | Team      | QAT | ARG | AME | ESP | FRA | ITA | CAT | NED | GER | AUT | CZE | GBR | RSM | ARA | JPN | AUS | MAL | VAL | Gesamt |
| ---- | --------- | --- | --- | --- | --- | --- | --- | --- | --- | --- | --- | --- | --- | --- | --- | --- | --- | --- | --- | ------ |
| 1    | KTM       | 20  | 16  | 25  | 25  | 25  | 25  | 20  | 16  | 20  | 25  | 9   | 25  | 25  | 20  | 20  | 25  | 16  | 25  | 382    |
| 2    | Honda     | 25  | 25  | 20  | 13  | 16  | 20  | 25  | 20  | 25  | 16  | 16  | 10  | 20  | 25  | 25  | 16  | 20  | 13  | 350    |
| 3    | Mahindra  | 16  | 8   | 2   | 16  | 4   | 16  | 4   | 25  | 6   | 10  | 20  | 20  | 0   | 10  | 10  | 13  | 25  | 6   | 211    |
| 4    | Peugeot   | 0   | 9   | 0   | DNF | 0   | 0   | 1   | 0   | 10  | 0   | 25  | 0   | 0   | 3   | 2   | 0   | 5   | 0   | 55     |
| 5    | FTR-Honda |     |     |     |     |     |     |     |     |     |     |     |     |     |     |     | 0   |     |     | 0      |

| Legende    | Legende                                 |
| Farbe      | Bedeutung                               |
| ---------- | --------------------------------------- |
| Gold       | Sieger (Erreichte Punkte)               |
| Silber     | 2. Platz (Erreichte Punkte)             |
| Bronze     | 3. Platz (Erreichte Punkte)             |
| Grün       | 4.–15. Platz (Erreichte Punkte)         |
| Blau       | Klassifiziert außerhalb der Punkteränge |
| Violett    | Rennen nicht beendet (DNF)              |
| Violett    | nicht klassifiziert (NC)                |
| Rot        | nicht qualifiziert (DNQ)                |
| Schwarz    | disqualifiziert (DSQ)                   |
| Weiß       | nicht am Start (DNS)                    |
| Weiß       | zurückgezogen (WD)                      |
| Weiß       | Rennen abgesagt (C)                     |
| ohne Farbe | nicht am Training teilgenommen (DNP)    |
| ohne Farbe | ausgeschlossen (EX)                     |
| ohne Farbe | nicht erschienen (DNA)                  |